# Espionnage

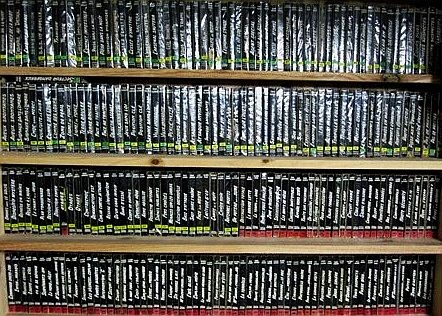

Espionnage (Spionaj) este o colecție de romane de spionaj creată de Fleuve Noir în 1950 și publicată până în 1987.

## Istorie
Colecția a fost creată de Armand de Caro.
Jean Bruce este primul autor al colecției. Printre autori, piloni ai colecției, se numără Georges-Jean Arnaud, M. G. Braun, Richard Caron, Jean-Pierre Conty, Paul Kenny, Serge Laforest, Alain Page, Claude Rank, Adam Saint-Moore...
Michel Gourdon a ilustrat majoritatea coperților până în 1978.
În anii 1960, fiecare roman a fost tipărit în o sută patruzeci de mii de exemplare.
Colecția se termină în 1987. Cuprinde o mie nouă sute cinci romane chiar dacă numerotarea se termină la numărul 1904, romanul lui Robert Chazal Night of Spies având numărul 211 bis.

## Lista
| Nr.      | Autor                             | Titlu                                          | Titlu original     | Anul publicării în colecție |
| -------- | --------------------------------- | ---------------------------------------------- | ------------------ | --------------------------- |
| 0001     | Bruce, Jean                       | Romance de la mort                             |                    | 1950                        |
| 0002     | Bruce, Jean                       | Cadavre au détail                              |                    | 1950                        |
| 0003     | Charles, Frédéric                 | Dernière Mission                               |                    | 1950                        |
| 0004     | Bruce, Jean                       | OSS-117 appelle...                             |                    | 1950                        |
| 0005     | Bruce, Jean                       | Trahison                                       |                    | 1950                        |
| 0006     | Barcelone, Georges                | Mot de passe                                   |                    | 1950                        |
| 0007     | Bruce, Jean                       | Contact impossible                             |                    | 1950                        |
| 0008     | Bruce, Jean                       | Piège dans la nuit                             |                    | 1950                        |
| 0009     | Beaton, Cyril                     | Opération Pyramides                            |                    | 1951                        |
| 0010     | Bruce, Jean                       | Cessez d'émettre                               |                    | 1951                        |
| 0011     | Bruce, Jean                       | L'arsenal sautera                              |                    | 1951                        |
| 0012     | Livandert, Graham                 | D'où vient la mort ?                           |                    | 1951                        |
| 0013     | Bruce, Jean                       | Cité secrète                                   |                    | 1951                        |
| 0014     | Bruce, Jean                       | Vous avez trahi                                |                    | 1951                        |
| 0015     | Crau, Jean                        | Soleil de mort                                 |                    | 1952                        |
| 0016     | Bruce, Jean                       | L'espionne s'évade                             |                    | 1952                        |
| 0017     | Bruce, Jean                       | OSS-117 contre X                               |                    | 1952                        |
| 0018     | Cayeux, J. B.                     | Agent spécial                                  |                    | 1952                        |
| 0019     | Bruce, Jean                       | Chasse aux atomes                              |                    | 1952                        |
| 0020     | Bruce, Jean                       | Tortures                                       |                    | 1952                        |
| 0021     | Livandert, Graham                 | Mission accomplie                              |                    | 1952                        |
| 0022     | Bruce, Jean                       | Pays neutre                                    |                    | 1952                        |
| 0023     | Bruce, Jean                       | Alerte !                                       |                    | 1952                        |
| 0024     | Crau, Jean                        | Secret mortel                                  |                    | 1952                        |
| 0025     | Bruce, Jean                       | Angoisse                                       |                    | 1952                        |
| 0026     | Bruce, Jean                       | Sous peine de mort                             |                    | 1952                        |
| 0027     | Livandert, Graham                 | Guerre froide                                  |                    | 1953                        |
| 0028     | Kenny, Paul                       | Sans issue !                                   |                    | 1953                        |
| 0029     | Kenny, Paul                       | Éclair en Z                                    |                    | 1953                        |
| 0030     | Cayeux, J. B.                     | Armée silencieuse                              |                    | 1953                        |
| 0031     | Kenny, Paul                       | Équipe spéciale                                |                    | 1953                        |
| 0032     | Kenny, Paul                       | Coups durs                                     |                    | 1953                        |
| 0033     | Cayeux, J. B.                     | Activités suspectes                            |                    | 1953                        |
| 0034     | Livandert, Graham                 | Combats clandestins                            |                    | 1953                        |
| 0035     | Kenny, Paul                       | Commando secret                                |                    | 1953                        |
| 0036     | Kenny, Paul                       | Secteur dangereux                              |                    | 1953                        |
| 0037     | Cayeux, J. B.                     | Aveux spontanés                                |                    | 1953                        |
| 0038     | Kenny, Paul                       | Signaux dans l'ombre                           |                    | 1953                        |
| 0039     | Laforest, Serge                   | Choc sans merci                                |                    | 1953                        |
| 0040     | Kenny, Paul                       | Poursuite à l'aube                             |                    | 1953                        |
| 0041     | Braun, M. G.                      | Comme des loups                                |                    | 1954                        |
| 0042     | Borg, Sidney                      | Zone de péril                                  |                    | 1954                        |
| 0043     | Kenny, Paul                       | Lignes de force                                |                    | 1954                        |
| 0044     | Livandert, Graham                 | Terre brûlée                                   |                    | 1954                        |
| 0045     | Kenny, Paul                       | Face au traitre                                |                    | 1954                        |
| 0046     | Laforest, Serge                   | Objectif secret                                |                    | 1954                        |
| 0047     | Braun, M. G.                      | Jeux sans loi                                  |                    | 1954                        |
| 0048     | Kenny, Paul                       | Position clé                                   |                    | 1954                        |
| 0049     | Piljean, André                    | Service dans l'ombre                           |                    | 1954                        |
| 0050     | Kenny, Paul                       | Ville interdite                                |                    | 1954                        |
| 0051     | Laforest, Serge                   | Place nette                                    |                    | 1954                        |
| 0052     | Kenny, Paul                       | Recours au meurtre                             |                    | 1954                        |
| 0053     | Martay, Rudy                      | Opération de choc                              |                    | 1954                        |
| 0054     | Kenny, Paul                       | Attaque invisible                              |                    | 1954                        |
| 0055     | Piljean, André                    | Impasse sanglante                              |                    | 1954                        |
| 0056     | Kenny, Paul                       | Sabotages sanglants                            |                    | 1954                        |
| 0057     | Laforest, Serge                   | Mort en vue                                    |                    | 1954                        |
| 0058     | Livandert, Graham                 | Prison à vie                                   |                    | 1954                        |
| 0059     | Piljean, André                    | Péril sur l'Ouest                              |                    | 1954                        |
| 0060     | Cayeux, J. B.                     | Voyageurs secrets                              |                    | 1954                        |
| 0061     | Charles, Frédéric                 | La mort est leur affaire                       |                    | 1955                        |
| 0062     | Cayeux, J. B.                     | Sans haine et sans crainte                     |                    | 1955                        |
| 0063     | Kenny, Paul                       | Services ennemis                               |                    | 1955                        |
| 0064     | Braun, M. G.                      | Dernière Audace                                |                    | 1955                        |
| 0065     | Livandert, Graham                 | Réseau de la peur                              |                    | 1955                        |
| 0066     | Laforest, Serge                   | Sol brûlant                                    |                    | 1955                        |
| 0067     | Kenny, Paul                       | Expédition sans retour                         |                    | 1955                        |
| 0068     | Piljean, André                    | Liste noire                                    |                    | 1955                        |
| 0069     | Kenny, Paul                       | Action immédiate                               |                    | 1955                        |
| 0070     | Laforest, Serge                   | Torpilles folles                               |                    | 1955                        |
| 0071     | Fleischman, A.S.                  | Train d'enfer                                  | Counterspy Express | 1955                        |
| 0072     | Murray, Jack                      | Justice à minuit                               |                    | 1955                        |
| 0073     | Piljean, André                    | Morts en chaîne                                |                    | 1955                        |
| 0074     | Kenny, Paul                       | Les Hommes de la nuit                          |                    | 1955                        |
| 0075     | McPartland, John                  | Traquenard à Tokyo                             | Tokyo Doll         | 1955                        |
| 0076     | Laforest, Serge                   | Bombes en main                                 |                    | 1955                        |
| 0077     | Kenny, Paul                       | Renforts d'urgence                             |                    | 1955                        |
| 0078     | Braun, M. G.                      | Route suicide                                  |                    | 1955                        |
| 0079     | Livandert, Graham                 | Piège aux tropiques                            |                    | 1955                        |
| 0080     | Piljean, André                    | Affaire privée                                 |                    | 1955                        |
| 0081     | Kenny, Paul                       | Pas de preuves                                 |                    | 1955                        |
| 0082     | Laforest, Serge                   | Visages de la nuit                             |                    | 1955                        |
| 0083     | Kenny, Paul                       | Dossier Dynamite                               |                    | 1955                        |
| 0084     | Murray, Jack                      | Réseau secours                                 |                    | 1955                        |
| 0085     | Becker, Benoît                    | Dernier Contact                                |                    | 1955                        |
| 0086     | Murray, Jack                      | Stratégie de la violence                       |                    | 1955                        |
| 0087     | Piljean, André                    | Fonds secrets                                  |                    | 1956                        |
| 0088     | Kenny, Paul                       | Attention : Radar                              |                    | 1956                        |
| 0089     | Braun, M. G.                      | Les Eaux rouges                                |                    | 1956                        |
| 0090     | Kenny, Paul                       | Message priorité                               |                    | 1956                        |
| 0091     | Laforest, Serge                   | Double Souricière                              |                    | 1956                        |
| 0092     | Saint-Moore, Adam                 | Section de recherches                          |                    | 1956                        |
| 0093     | Livandert, Graham                 | Ultime Appel                                   |                    | 1956                        |
| 0094     | Piljean, André                    | Mission punitive                               |                    | 1956                        |
| 0095     | Kenny, Paul                       | Exécution sommaire                             |                    | 1956                        |
| 0096     | Laforest, Serge                   | Torche au poing                                |                    | 1956                        |
| 0097     | Kenny, Paul                       | Étau sans pitié                                |                    | 1956                        |
| 0098     | Lay, André                        | Les étoiles s'éteignent                        |                    | 1956                        |
| 0099     | Kenny, Paul                       | Manœuvres nocturnes                            |                    | 1956                        |
| 0100     | Saint-Moore, Adam                 | Le Feu à la mèche                              |                    | 1956                        |
| 0101     | Braun, M. G.                      | Terre violée                                   |                    | 1956                        |
| 0102     | Kenny, Paul                       | S.O.S. situation intenable                     |                    | 1956                        |
| 0103     | Bruce, Jean                       | Ici O.S.S. 117                                 |                    | 1956                        |
| 0104     | Piljean, André                    | Corridor E                                     |                    | 1956                        |
| 0105     | Livandert, Graham                 | Laissez-passer spécial                         |                    | 1956                        |
| 0106     | Laforest, Serge                   | Opération Éclair                               |                    | 1956                        |
| 0107     | Rank, Claude                      | Orages sur les pistes                          |                    | 1956                        |
| 0108     | Kenny, Paul                       | Courriers Balkans                              |                    | 1956                        |
| 0109     | Saint-Moore, Adam                 | Nettoyage en rafale                            |                    | 1956                        |
| 0110     | Piljean, André                    | Jeu blanc                                      |                    | 1956                        |
| 0111     | Kenny, Paul                       | Dernier Jour                                   |                    | 1956                        |
| 0112     | Braun, M. G.                      | L'Homme seul                                   |                    | 1956                        |
| 0113     | Laforest, Serge                   | Coup d'arrêt                                   |                    | 1956                        |
| 0114     | Kenny, Paul                       | Information contre X                           |                    | 1956                        |
| 0115     | Rank, Claude                      | Griffes sur l'Ouest                            |                    | 1957                        |
| 0116     | Bruce, Jean                       | O.S.S. 117 et Force noire                      |                    | 1957                        |
| 0117     | Kenny, Paul                       | Les Mains libres                               |                    | 1957                        |
| 0118     | Murray, Jack                      | Confrontation                                  |                    | 1957                        |
| 0119     | Laforest, Serge                   | Fuite sans espoir                              |                    | 1957                        |
| 0120     | Livandert, Graham                 | Les Carnets bruns                              |                    | 1957                        |
| 0121     | Rank, Claude                      | Zone militaire sud                             |                    | 1957                        |
| 0122     | Saint-Moore, Adam                 | La Tête dans le guêpier                        |                    | 1957                        |
| 0123     | Kenny, Paul                       | État d'alerte                                  |                    | 1957                        |
| 0124     | Braun, M. G.                      | Commando de la colère                          |                    | 1957                        |
| 0125     | Bruce, Jean                       | O.S.S. 117 joue le jeu                         |                    | 1957                        |
| 0126     | Kenny, Paul                       | F.X. 18 perd ses chances                       |                    | 1957                        |
| 0127     | Laforest, Serge                   | Cartes truquées                                |                    | 1957                        |
| 0128     | Rank, Claude                      | Dossier Nord-Europe                            |                    | 1957                        |
| 0129     | Kenny, Paul                       | Embuscade au crépuscule                        |                    | 1957                        |
| 0130     | Murray, Jack                      | Trahison partout                               |                    | 1957                        |
| 0131     | Saint-Moore, Adam                 | Ombres dans le soleil                          |                    | 1957                        |
| 0132     | Kenny, Paul                       | Dispositif Mystère                             |                    | 1957                        |
| 0133     | Laforest, Serge                   | Reprise en mains                               |                    | 1957                        |
| 0134     | Cayeux, J. B.                     | Relève à l'aube                                |                    | 1957                        |
| 0135     | Braun, M. G.                      | Le Chant de la peur                            |                    | 1957                        |
| 0136     | Kenny, Paul                       | Plan traquenard                                |                    | 1957                        |
| 0137     | Livandert, Graham                 | Décision ce soir                               |                    | 1957                        |
| 0138     | Saint-Moore, Adam                 | Direction enfer                                |                    | 1957                        |
| 0139     | Murray, Jack                      | Otages                                         |                    | 1957                        |
| 0140     | Laforest, Serge                   | Contrechoc                                     |                    | 1957                        |
| 0141     | Rank, Claude                      | Démarcation Est                                |                    | 1957                        |
| 0142     | Kenny, Paul                       | Coplan contre-attaque                          |                    | 1957                        |
| 0143     | Saint-Moore, Adam                 | Réseau Liquidation                             |                    | 1957                        |
| 0144     | Braun, M. G.                      | Qu'un sang impur                               |                    | 1957                        |
| 0145     | Kenny, Paul                       | Banc d'essai                                   |                    | 1957                        |
| 0146     | Laforest, Serge                   | Coups de griffes                               |                    | 1957                        |
| 0147     | Piljean, André                    | Opération Piège                                |                    | 1957                        |
| 0148     | Kenny, Paul                       | Arme absolue                                   |                    | 1957                        |
| 0149     | Laforest, Serge                   | Périmètre interdit                             |                    | 1957                        |
| 0150     | Rank, Claude                      | Sirènes hurlantes                              |                    | 1958                        |
| 0151     | Livandert, Graham                 | Fers croisés                                   |                    | 1958                        |
| 0152     | Braun, M. G.                      | Menaces sur les sables                         |                    | 1958                        |
| 0153     | Saint-Moore, Adam                 | Exécution grenouille                           |                    | 1958                        |
| 0154     | Kenny, Paul                       | Base d'attaque                                 |                    | 1958                        |
| 0155     | Laforest, Serge                   | Saut dans l'abîme                              |                    | 1958                        |
| 0156     | Cayeux, J. B.                     | Face à la meute                                |                    | 1958                        |
| 0157     | Rank, Claude                      | Latitude 6° 49'                                |                    | 1958                        |
| 0158     | Page, Alain                       | Camps de la nuit                               |                    | 1958                        |
| 0159     | Saint-Moore, Adam                 | Cahier noir                                    |                    | 1958                        |
| 0160     | Kenny, Paul                       | Antennes mortes                                |                    | 1958                        |
| 0161     | Charles, Frédéric                 | La Personne en question                        |                    | 1958                        |
| 0162     | Cayeux, J. B.                     | Un poteau sur la dune                          |                    | 1958                        |
| 0163     | Laforest, Serge                   | Destruction totale                             |                    | 1958                        |
| 0164     | Braun, M. G.                      | La Grande Lutte                                |                    | 1958                        |
| 0165     | Rank, Claude                      | Le Temps de la rage                            |                    | 1958                        |
| 0166     | Kenny, Paul                       | Rendez-vous à Malmö                            |                    | 1958                        |
| 0167     | Page, Alain                       | Zone d'insécurité                              |                    | 1958                        |
| 0168     | Saint-Moore, Adam                 | Succession embûche                             |                    | 1958                        |
| 0169     | Cayeux, J. B.                     | Les Dents du piège                             |                    | 1958                        |
| 0170     | Kenny, Paul                       | Consigne impitoyable                           |                    | 1958                        |
| 0171     | Murray, Jack                      | Affaire hors série                             |                    | 1958                        |
| 0172     | Laforest, Serge                   | Traite sur l'inconnu                           |                    | 1958                        |
| 0173     | Livandert, Graham                 | On assassine à Singapour                       |                    | 1958                        |
| 0174     | Braun, M. G.                      | Tactique défensive                             |                    | 1958                        |
| 0175     | Rank, Claude                      | Pour non-exécution                             |                    | 1958                        |
| 0176     | Kenny, Paul                       | Enjeu tragique                                 |                    | 1958                        |
| 0177     | Laforest, Serge                   | Secousses sous la mer                          |                    | 1958                        |
| 0178     | Cayeux, J. B.                     | Carnet de camp                                 |                    | 1958                        |
| 0179     | Saint-Moore, Adam                 | Circuit fermé                                  |                    | 1958                        |
| 0180     | Murray, Jack                      | Cible anonyme                                  |                    | 1958                        |
| 0181     | Cayeux, J. B.                     | Signal d'alarme                                |                    | 1958                        |
| 0182     | Kenny, Paul                       | Coplan préfère la bagarre                      |                    | 1958                        |
| 0183     | Laforest, Serge                   | Bluff contre bluff                             |                    | 1958                        |
| 0184     | Rank, Claude                      | Frontières barrées                             |                    | 1959                        |
| 0185     | Braun, M. G.                      | Pas de bonheur pour Spyros                     |                    | 1959                        |
| 0186     | Saint-Moore, Adam                 | Contact guérilla                               |                    | 1959                        |
| 0187     | Cayeux, J. B.                     | Haute Sécurité                                 |                    | 1959                        |
| 0188     | Kenny, Paul                       | Envoyez F.X. 18                                |                    | 1959                        |
| 0189     | Page, Alain                       | Le soleil se couche à l'Est                    |                    | 1959                        |
| 0190     | Laforest, Serge                   | Duel sur l'océan                               |                    | 1959                        |
| 0191     | Murray, Jack                      | Un certain monsieur X...                       |                    | 1959                        |
| 0192     | Rank, Claude                      | Échec à la défense                             |                    | 1959                        |
| 0193     | Saint-Moore, Adam                 | Protection collective                          |                    | 1959                        |
| 0194     | Kenny, Paul                       | Bataillon fantôme                              |                    | 1959                        |
| 0195     | Cayeux, J. B.                     | L'Extravagante Mission                         |                    | 1959                        |
| 0196     | Charles, Frédéric                 | Brigade de la peur                             |                    | 1959                        |
| 0197     | Braun, M. G.                      | Faire face                                     |                    | 1959                        |
| 0198     | Laforest, Serge                   | Cercle de mort                                 |                    | 1959                        |
| 0199     | Livandert, Graham                 | Abîmes de la nuit                              |                    | 1959                        |
| 0200     | Conty, Jean-Pierre                | Monsieur Suzuki attend son heure               |                    | 1959                        |
| 0201     | Kenny, Paul                       | Agent de choc                                  |                    | 1959                        |
| 0202     | Murray, Jack                      | Les Nerfs à vif                                |                    | 1959                        |
| 0203     | Rank, Claude                      | Cyclones sur le Pacifique                      |                    | 1959                        |
| 0204     | Saint-Moore, Adam                 | Réseaux déchainés                              |                    | 1959                        |
| 0205     | Kenny, Paul                       | Raid 59                                        |                    | 1959                        |
| 0206     | Page, Alain                       | Filet de mort                                  |                    | 1959                        |
| 0207     | Conty, Jean-Pierre                | La Nuit rouge de Monsieur Suzuki               |                    | 1959                        |
| 0208     | Cayeux, J. B.                     | Groupe condamné                                |                    | 1959                        |
| 0209     | Murray, Jack                      | Vertige noir                                   |                    | 1959                        |
| 0210     | Laforest, Serge                   | Plan Bleu                                      |                    | 1959                        |
| 0211     | Rank, Claude                      | La Gueule du monstre                           |                    | 1959                        |
| 0211 bis | Chazal, Robert                    | La Nuit des espions                            |                    | 1959                        |
| 0212     | Braun, M. G.                      | Le Dernier Guerrier                            |                    | 1959                        |
| 0213     | Saint-Moore, Adam                 | Frontières invisibles                          |                    | 1959                        |
| 0214     | Kenny, Paul                       | Offensive incognito                            |                    | 1959                        |
| 0215     | Livandert, Graham                 | Agence A.M. 17                                 |                    | 1959                        |
| 0216     | Laforest, Serge                   | Mort blanche                                   |                    | 1959                        |
| 0217     | Conty, Jean-Pierre                | Monsieur Suzuki a des émotions fortes          |                    | 1959                        |
| 0218     | Rank, Claude                      | Contre-offensive non stop                      |                    | 1959                        |
| 0219     | Rank, Claude                      | Le Festival des squales                        |                    | 1959                        |
| 0220     | Saint-Moore, Adam                 | Les Mâchoires du piège                         |                    | 1960                        |
| 0221     | Vidal, Georges                    | Pacte de décès                                 |                    | 1960                        |
| 0222     | Kenny, Paul                       | Coplan joue sa peau                            |                    | 1960                        |
| 0223     | Braun, M. G.                      | Mission Caraïbes                               |                    | 1960                        |
| 0224     | Laforest, Serge                   | Peur panique                                   |                    | 1960                        |
| 0225     | Conty, Jean-Pierre                | Monsieur Suzuki a la dent dure                 |                    | 1960                        |
| 0226     | Page, Alain                       | Bienvenue, Monsieur X                          |                    | 1960                        |
| 0227     | Kenny, Paul                       | Défi aux ténèbres                              |                    | 1960                        |
| 0228     | Clerk, Ernie                      | Le Judoka sans kimono                          |                    | 1960                        |
| 0229     | Rank, Claude                      | La Fosse aux chacals                           |                    | 1960                        |
| 0230     | Murray, Jack                      | Secret très spécial                            |                    | 1960                        |
| 0231     | Conty, Jean-Pierre                | Monsieur Suzuki et la Ville fantôme            |                    | 1960                        |
| 0232     | Laforest, Serge                   | Ondes meurtrières                              |                    | 1960                        |
| 0233     | Quint, Jimmy G                    | Destination cataclysme                         |                    | 1960                        |
| 0234     | Livandert, Graham                 | Réseau Sinistre                                |                    | 1959                        |
| 0235     | Kenny, Paul                       | Coplan contre l'espionne                       |                    | 1960                        |
| 0236     | Braun, M. G.                      | Promesse de meurtre                            |                    | 1960                        |
| 0237     | Saint-Moore, Adam                 | Lame de fond à Hong-Kong                       |                    | 1960                        |
| 0238     | Vidal, Georges                    | Latitude mort                                  |                    | 1960                        |
| 0239     | Rank, Claude                      | "H" moins cinq                                 |                    | 1960                        |
| 0240     | Clerk, Ernie                      | Prévenez le Judoka                             |                    | 1960                        |
| 0241     | Charles, Frédéric                 | Les Figurants de la peur                       |                    | 1960                        |
| 0242     | Murray, Jack                      | Document DNS 34                                |                    | 1960                        |
| 0243     | Kenny, Paul                       | Commando Casse-cou                             |                    | 1960                        |
| 0244     | Cayeux, J. B.                     | Enfer au paradis                               |                    | 1960                        |
| 0245     | Ribes, F. H.                      | Marché conclu                                  |                    | 1960                        |
| 0246     | Page, Alain                       | Loups dans le ciel                             |                    | 1960                        |
| 0247     | Kenny, Paul                       | F.X. 18 se défend                              |                    | 1960                        |
| 0248     | Laforest, Serge                   | Survivants : un                                |                    | 1960                        |
| 0249     | Saint-Moore, Adam                 | Le Fond du filet                               |                    | 1960                        |
| 0250     | Conty, Jean-Pierre                | Monsieur Suzuki descend aux enfers             |                    | 1960                        |
| 0251     | Livandert, Graham                 | Trente heures sans défense                     |                    | 1960                        |
| 0252     | Braun, M. G.                      | À vous, Glenne !                               |                    | 1960                        |
| 0253     | Rank, Claude                      | Foncent les rapaces                            |                    | 1960                        |
| 0254     | Clerk, Ernie                      | Staccato pour le Judoka                        |                    | 1960                        |
| 0255     | Kenny, Paul                       | Les Silences de Coplan                         |                    | 1960                        |
| 0256     | Laforest, Serge                   | Fumées maudites                                |                    | 1960                        |
| 0257     | Braun, M. G.                      | Intervention C                                 |                    | 1960                        |
| 0258     | Conty, Jean-Pierre                | Monsieur Suzuki attaque                        |                    | 1960                        |
| 0259     | Murray, Jack                      | Circuit sans protection                        |                    | 1960                        |
| 0260     | Livandert, Graham                 | Opérations combinées                           |                    | 1960                        |
| 0261     | Saint-Moore, Adam                 | Il faut tuer, M. Gunther                       |                    | 1960                        |
| 0262     | Rank, Claude                      | Croix sur l'objectif                           |                    | 1960                        |
| 0263     | Kenny, Paul                       | Coplan sème la panique                         |                    | 1960                        |
| 0264     | Buster, Bud                       | Échec aux fusées                               |                    | 1960                        |
| 0265     | Cayeux, J. B.                     | Les Hommes sans peur                           |                    | 1960                        |
| 0266     | Quint, Jimmy G.                   | Vengez ma trahison                             |                    | 1961                        |
| 0267     | Braun, M. G.                      | L'Assaut des damnés                            |                    | 1961                        |
| 0268     | Rank, Claude                      | Six heures G.M.T.                              |                    | 1961                        |
| 0269     | Conty, Jean-Pierre                | Monsieur Suzuki creuse sa tombe                |                    | 1961                        |
| 0270     | Laforest, Serge                   | L’Œil glacé                                    |                    | 1961                        |
| 0271     | Kenny, Paul                       | Coplan se méfie                                |                    | 1961                        |
| 0272     | Clerk, Ernie                      | Le Judoka viendra ce soir                      |                    | 1961                        |
| 0273     | Saint-Moore, Adam                 | Toutes griffes dehors                          |                    | 1961                        |
| 0274     | Arnaud, G. J.                     | Forces contaminées                             |                    | 1961                        |
| 0275     | Murray, Jack                      | Raison d'état                                  |                    | 1961                        |
| 0276     | Rank, Claude                      | Alerte sur Peenemunde                          |                    | 1961                        |
| 0277     | Conty, Jean-Pierre                | Monsieur Suzuki et l'Homme de Rio              |                    | 1961                        |
| 0278     | Ribes, F. H.                      | La Tenaille                                    |                    | 1961                        |
| 0279     | Kenny, Paul                       | Coplan se venge                                |                    | 1961                        |
| 0280     | Laforest, Serge                   | Trafic triangulaire                            |                    | 1961                        |
| 0281     | Braun, M. G.                      | Prescriptions spéciales                        |                    | 1961                        |
| 0282     | Saint-Moore, Adam                 | La Torche dans la poudrière                    |                    | 1961                        |
| 0283     | Livandert, Graham                 | Morts brutales                                 |                    | 1961                        |
| 0284     | Rank, Claude                      | Tonnerre sur le roc                            |                    | 1961                        |
| 0285     | Page, Alain                       | Ciel sans frontière                            |                    | 1961                        |
| 0286     | Charles, Frédéric                 | L'Image de la mort                             |                    | 1961                        |
| 0287     | Kenny, Paul                       | Patrouille noire                               |                    | 1961                        |
| 0288     | Saint-Moore, Adam                 | Face d'Ange a le diable au corps               |                    | 1961                        |
| 0289     | Cayeux, J. B.                     | La Grande Piste                                |                    | 1961                        |
| 0290     | Quint, Jimmy G.                   | Pouvoirs spéciaux                              |                    | 1961                        |
| 0291     | Kenny, Paul                       | Force de frappe                                |                    | 1961                        |
| 0292     | Laforest, Serge                   | Jour de colère                                 |                    | 1961                        |
| 0293     | Rank, Claude                      | Danger, pavillon rouge                         |                    | 1961                        |
| 0294     | Conty, Jean-Pierre                | Monsieur Suzuki et la Fille d'Oslo             |                    | 1961                        |
| 0295     | Murray, Jack                      | Trois suspects                                 |                    | 1961                        |
| 0296     | Braun, M. G.                      | Fasse Dieu...                                  |                    | 1961                        |
| 0297     | Clerk, Ernie                      | Le Judoka chez les ombres                      |                    | 1961                        |
| 0298     | Page, Alain                       | Atomes de poche                                |                    | 1961                        |
| 0299     | Kenny, Paul                       | Coplan riposte                                 |                    | 1961                        |
| 0300     | Laforest, Serge                   | Le Temps des sorciers                          |                    | 1961                        |
| 0301     | Conty, Jean-Pierre                | Monsieur Suzuki lance un S.O.S.                |                    | 1961                        |
| 0302     | Saint-Moore, Adam                 | Les Scrupules de Face d'Ange                   |                    | 1961                        |
| 0303     | Livandert, Graham                 | Fuites                                         |                    | 1961                        |
| 0304     | Braun, M. G.                      | Zone d'action                                  |                    | 1961                        |
| 0305     | Page, Alain                       | Horizon noir                                   |                    | 1961                        |
| 0306     | Rank, Claude                      | Les Charognards                                |                    | 1961                        |
| 0307     | Kenny, Paul                       | Coplan fait ses comptes                        |                    | 1961                        |
| 0308     | Conty, Jean-Pierre                | Monsieur Suzuki fait face                      |                    | 1961                        |
| 0309     | Clerk, Ernie                      | Le Judoka dans sa ville                        |                    | 1961                        |
| 0310     | Quint, Jimmy G.                   | Vipères sous roche                             |                    | 1961                        |
| 0311     | Cayeux, J. B.                     | L'Honorable Sergent Scotch                     |                    | 1961                        |
| 0312     | Rank, Claude                      | Requins sous la banquise                       |                    | 1962                        |
| 0313     | Vidal, Georges                    | Raison funèbre                                 |                    | 1962                        |
| 0314     | Laforest, Serge                   | La Mort en soi                                 |                    | 1962                        |
| 0315     | Kenny, Paul                       | Trahison aux enchères                          |                    | 1962                        |
| 0316     | Saint-Moore, Adam                 | Les Casse-tête de Face d'Ange                  |                    | 1962                        |
| 0317     | Braun, M. G.                      | Attaque imminente                              |                    | 1962                        |
| 0318     | Page, Alain                       | Délégation spéciale                            |                    | 1962                        |
| 0319     | Rank, Claude                      | Les Provocateurs                               |                    | 1962                        |
| 0320     | Conty, Jean-Pierre                | Monsieur Suzuki compte les coups               |                    | 1962                        |
| 0321     | Livandert, Graham                 | Feu à volonté                                  |                    | 1962                        |
| 0322     | Ribes, F. H.                      | Le Clandestin                                  |                    | 1962                        |
| 0323     | Kenny, Paul                       | Projet terreur                                 |                    | 1962                        |
| 0324     | Saint-Moore, Adam                 | Face d'Ange réveille les morts                 |                    | 1962                        |
| 0325     | Laforest, Serge                   | Une dent contre Gaunce                         |                    | 1962                        |
| 0326     | Cayeux, J. B.                     | Commando Vengeance                             |                    | 1962                        |
| 0327     | Arnaud, G. J.                     | Mission D.C.                                   |                    | 1962                        |
| 0328     | Braun, M. G.                      | T-30                                           |                    | 1962                        |
| 0329     | Rank, Claude                      | La Marche noire                                |                    | 1962                        |
| 0330     | Hossein, Robert                   | Le sang est plus épais que l'eau               |                    | 1962                        |
| 0331     | Kenny, Paul                       | Coplan brouille les cartes                     |                    | 1962                        |
| 0332     | Saint-Moore, Adam                 | Les sabbats cessent à l'aube                   |                    | 1962                        |
| 0333     | Page, Alain                       | Force d'inertie                                |                    | 1962                        |
| 0334     | Clerk, Ernie                      | L'Escale rouge du Judoka                       |                    | 1962                        |
| 0335     | Kenny, Paul                       | FX-18 en difficulté                            |                    | 1962                        |
| 0336     | Braun, M. G.                      | Exécution double                               |                    | 1962                        |
| 0337     | Laforest, Serge                   | Les rats font la loi                           |                    | 1962                        |
| 0338     | Rank, Claude                      | Destruction d'un héros                         |                    | 1962                        |
| 0339     | Murray, Jack                      | Lutte secrète                                  |                    | 1962                        |
| 0340     | Saint-Moore, Adam                 | Face d'Ange et la Peau du dragon               |                    | 1962                        |
| 0341     | Cayeux, J. B.                     | La Dernière Caravane                           |                    | 1962                        |
| 0342     | Conty, Jean-Pierre                | Monsieur Suzuki prend des risques              |                    | 1962                        |
| 0343     | Kenny, Paul                       | Coplan tente sa chance                         |                    | 1962                        |
| 0344     | Cayeux, J. B.                     | Celui-là fut ton ami                           |                    | 1962                        |
| 0345     | Rank, Claude                      | Signal au rouge                                |                    | 1962                        |
| 0346     | Braun, M. G.                      | Apôtres de la violence                         |                    | 1962                        |
| 0347     | Quint, Jimmy G.                   | Alerte zone 54                                 |                    | 1962                        |
| 0348     | Laforest, Serge                   | Escamotages                                    |                    | 1962                        |
| 0349     | Page, Alain                       | Défense d'obéir                                |                    | 1962                        |
| 0350     | Conty, Jean-Pierre                | Monsieur Suzuki tente le diable                |                    | 1962                        |
| 0351     | Kenny, Paul                       | Le Temps des vendus                            |                    | 1962                        |
| 0352     | Rank, Claude                      | Pont coupé sur le Holy-Loch                    |                    | 1963                        |
| 0353     | Arnaud, G. J.                     | Fac-similés                                    |                    | 1963                        |
| 0354     | Noro, Fred                        | Ceux qui vont mourir                           |                    | 1963                        |
| 0355     | Dumoulin, Gilles-Maurice          | La Meute à mes trousses                        |                    | 1963                        |
| 0356     | Braun, M. G.                      | Meurtre inclus                                 |                    | 1963                        |
| 0357     | Saint-Moore, Adam                 | Face d'Ange retrouve la mémoire                |                    | 1963                        |
| 0358     | Faller, Roger                     | Ondes de choc                                  |                    | 1963                        |
| 0359     | Arno, Marc                        | Impasse noire                                  |                    | 1963                        |
| 0360     | Ribes, F. H.                      | Le Piège                                       |                    | 1963                        |
| 0361     | Kenny, Paul                       | Coplan se révolte                              |                    | 1963                        |
| 0362     | Carnal, Michel                    | L'Année du tigre                               |                    | 1963                        |
| 0363     | Page, Alain                       | Quand passe Calone                             |                    | 1963                        |
| 0364     | Laforest, Serge                   | Sur champ de boue                              |                    | 1963                        |
| 0365     | Yaouanc, Alain                    | Les Portes de fer                              |                    | 1963                        |
| 0366     | Saint-Moore, Adam                 | Face d'Ange fait une folie                     |                    | 1963                        |
| 0367     | Conty, Jean-Pierre                | Monsieur Suzuki et la Terreur blanche          |                    | 1963                        |
| 0368     | Rank, Claude                      | La Nuit des ouragans                           |                    | 1963                        |
| 0369     | Nemours, Pierre                   | Mise à mort                                    |                    | 1963                        |
| 0370     | Cooper, Mike                      | Mission Cauchemar                              |                    | 1963                        |
| 0371     | Kenny, Paul                       | Stoppez Coplan                                 |                    | 1963                        |
| 0372     | Caron, Richard                    | L'Espion malade                                |                    | 1963                        |
| 0373     | Braun, M. G.                      | Politique de force                             |                    | 1963                        |
| 0374     | Arnaud, G. J.                     | Brumes jaunes                                  |                    | 1963                        |
| 0375     | Dumoulin, Gilles-Maurice          | Point mort                                     |                    | 1963                        |
| 0376     | Murray, Jack                      | Liquidez Miss Blend                            |                    | 1963                        |
| 0377     | Rank, Claude                      | Guerre à la paix                               |                    | 1963                        |
| 0378     | Laforest, Serge                   | Gaunce engage le fer                           |                    | 1963                        |
| 0379     | Noro, Fred                        | Celui qui n'y croyait pas                      |                    | 1963                        |
| 0380     | Conty, Jean-Pierre                | Monsieur Suzuki contre Goliath V               |                    | 1963                        |
| 0381     | Kenny, Paul                       | Indicatif FX-18                                |                    | 1963                        |
| 0382     | Saint-Moore, Adam                 | Les Chinoiseries de Face d'Ange                |                    | 1963                        |
| 0383     | Page, Alain                       | Action diplomatique                            |                    | 1963                        |
| 0384     | Arno, Marc                        | Les Frères ennemis                             |                    | 1963                        |
| 0385     | Yaouanc, Alain                    | Capitale de la terreur                         |                    | 1963                        |
| 0386     | Ribes, F. H.                      | La Cuisine des loups                           |                    | 1963                        |
| 0387     | Kenny, Paul                       | Coplan sort ses griffes                        |                    | 1963                        |
| 0388     | Carnal, Michel                    | Le Transfuge                                   |                    | 1963                        |
| 0389     | Braun, M. G.                      | Le Gringo                                      |                    | 1963                        |
| 0390     | Rank, Claude                      | Nos assassins                                  |                    | 1963                        |
| 0391     | Conty, Jean-Pierre                | Monsieur Suzuki fait la part du feu            |                    | 1963                        |
| 0392     | Charles, Frédéric                 | La Mort en laisse                              |                    | 1963                        |
| 0393     | Livandert, Graham                 | Croisade pour un cimetière                     |                    | 1963                        |
| 0394     | Page, Alain                       | Une bière pour Calone                          |                    | 1963                        |
| 0395     | Laforest, Serge                   | Les murs ont des yeux                          |                    | 1963                        |
| 0396     | Faller, Roger                     | Double top                                     |                    | 1963                        |
| 0397     | Saint-Moore, Adam                 | Les Méditations de Face d'Ange                 |                    | 1963                        |
| 0398     | Kenny, Paul                       | Guérilla en enfer                              |                    | 1963                        |
| 0399     | Cooper, Mike                      | Intensité n° 6                                 |                    | 1963                        |
| 0400     | Rank, Claude                      | Le Carnaval des vautours                       |                    | 1963                        |
| 0401     | Caron, Richard                    | Le Commando                                    |                    | 1963                        |
| 0402     | Nemours, Pierre                   | Opération Silence                              |                    | 1963                        |
| 0403     | Arnaud, G. J.                     | Mainmise                                       |                    | 1963                        |
| 0404     | Braun, M. G.                      | Secteur Est                                    |                    | 1963                        |
| 0405     | Conty, Jean-Pierre                | Le Dernier Message de Monsieur Suzuki          |                    | 1963                        |
| 0406     | Ribes, F. H.                      | La Souricière                                  |                    | 1963                        |
| 0407     | Saint-Moore, Adam                 | Face d'Ange prend des vacances                 |                    | 1963                        |
| 0408     | Kenny, Paul                       | Chantiers de mort                              |                    | 1963                        |
| 0409     | Rank, Claude                      | 3 fois 3 jours                                 |                    | 1964                        |
| 0410     | Saint-Moore, Adam                 | Un zéro devant un chiffre                      |                    | 1964                        |
| 0411     | Carnal, Michel                    | Le Sacrifié                                    |                    | 1964                        |
| 0412     | Noro, Fred                        | Mourir utile                                   |                    | 1964                        |
| 0413     | Page, Alain                       | Libre Échange                                  |                    | 1964                        |
| 0414     | Conty, Jean-Pierre                | Monsieur Suzuki contre l'Odessa                |                    | 1964                        |
| 0415     | Dumoulin, Gilles-Maurice          | Purge maison                                   |                    | 1964                        |
| 0416     | Cooper, Mike                      | Passeport pour la haine                        |                    | 1964                        |
| 0417     | Laforest, Serge                   | Le Plus Dur Chemin                             |                    | 1964                        |
| 0418     | Kenny, Paul                       | Les Astuces de Coplan                          |                    | 1964                        |
| 0419     | Rank, Claude                      | Sur fond d'orage                               |                    | 1964                        |
| 0420     | Braun, M. G.                      | Tête de bois                                   |                    | 1964                        |
| 0421     | Yaouanc, Alain                    | Une flèche pour l'espion                       |                    | 1964                        |
| 0422     | Arno, Marc                        | Faux Contacts                                  |                    | 1964                        |
| 0423     | Laforest, Serge                   | Lumière empoisonnée                            |                    | 1964                        |
| 0424     | Saint-Moore, Adam                 | Les Sommeils de Face d'Ange                    |                    | 1964                        |
| 0425     | Carnal, Michel                    | Le Voyageur                                    |                    | 1964                        |
| 0426     | Arnaud, G. J.                     | La Cellule imparfaite                          |                    | 1964                        |
| 0427     | Livandert, Graham                 | Les Maîtres clandestins                        |                    | 1964                        |
| 0428     | Kenny, Paul                       | FX-18 corrige le tir                           |                    | 1964                        |
| 0429     | Braun, M. G.                      | Abcès de fixation                              |                    | 1964                        |
| 0430     | Conty, Jean-Pierre                | Monsieur Suzuki prend le maquis                |                    | 1964                        |
| 0431     | Dumoulin, Gilles-Maurice          | Menace souterraine                             |                    | 1964                        |
| 0432     | Nemours, Pierre                   | Le traître est parmi vous                      |                    | 1964                        |
| 0433     | Rank, Claude                      | Ouragan                                        |                    | 1964                        |
| 0434     | Page, Alain                       | Sentimental Monsieur Calone                    |                    | 1964                        |
| 0435     | Noro, Fred                        | L'Homme de nulle part                          |                    | 1964                        |
| 0436     | Arno, Marc                        | Versant Ouest                                  |                    | 1964                        |
| 0437     | Ribes, F. H.                      | Zone de risques                                |                    | 1964                        |
| 0438     | Kenny, Paul                       | F.X. 18 doit sauter                            |                    | 1964                        |
| 0439     | Faller, Roger                     | Chèque en rouge                                |                    | 1964                        |
| 0440     | Laforest, Serge                   | Distorsions                                    |                    | 1964                        |
| 0441     | Saint-Moore, Adam                 | Les Clairs-obscurs de Face d'Ange              |                    | 1964                        |
| 0442     | Yaouanc, Alain                    | Docteur Dragon                                 |                    | 1964                        |
| 0443     | Caron, Richard                    | Toi, l'espion                                  |                    | 1964                        |
| 0444     | Kenny, Paul                       | Coplan ouvre le feu                            |                    | 1964                        |
| 0445     | Rank, Claude                      | Force M                                        |                    | 1964                        |
| 0446     | Braun, M. G.                      | Vous trichez, M. Glenne                        |                    | 1964                        |
| 0447     | Conty, Jean-Pierre                | Sueur froide pour Monsieur Suzuki              |                    | 1964                        |
| 0448     | Cooper, Mike                      | À moins d'un miracle                           |                    | 1964                        |
| 0449     | Arnaud, G. J.                     | Équipages en alerte                            |                    | 1964                        |
| 0450     | Murray, Jack                      | La Route du suicide                            |                    | 1964                        |
| 0451     | Faller, Roger                     | Quai 5                                         |                    | 1964                        |
| 0452     | Ribes, F. H.                      | Kapanho, camp secret                           |                    | 1964                        |
| 0453     | Cayeux, J. B.                     | L'Agent spécial fait sa rentrée                |                    | 1964                        |
| 0454     | Laforest, Serge                   | L'Heure de la peur                             |                    | 1964                        |
| 0455     | Kenny, Paul                       | Les Tentations de la violence                  |                    | 1964                        |
| 0456     | Laforest, Serge                   | Instantanés                                    |                    | 1964                        |
| 0457     | Conty, Jean-Pierre                | Le Spectre de Monsieur Suzuki                  |                    | 1964                        |
| 0458     | Page, Alain                       | Orages sur Calone                              |                    | 1964                        |
| 0459     | Rank, Claude                      | Corrida pour un espion                         |                    | 1964                        |
| 0460     | Saint-Moore, Adam                 | Face d'Ange met dans le mille                  |                    | 1964                        |
| 0461     | Nemours, Pierre                   | Alerte à Lisbonne                              |                    | 1964                        |
| 0462     | Braun, M. G.                      | Action de force                                |                    | 1964                        |
| 0463     | Rank, Claude                      | Bombes sur table                               |                    | 1964                        |
| 0464     | Caron, Richard                    | Comment le descendre ?                         |                    | 1964                        |
| 0465     | Kenny, Paul                       | Casse-tête pour Coplan                         |                    | 1964                        |
| 0466     | Arnaud, G. J.                     | Commandos perdus                               |                    | 1964                        |
| 0467     | Nemours, Pierre                   | Le Signe du scorpion                           |                    | 1964                        |
| 0468     | Carnal, Michel                    | Le Partisan                                    |                    | 1965                        |
| 0469     | Noro, Fred                        | Un homme et de la peur                         |                    | 1965                        |
| 0470     | Cayeux, J. B.                     | L'Agent spécial recrute                        |                    | 1965                        |
| 0471     | Conty, Jean-Pierre                | Coup double pour Monsieur Suzuki               |                    | 1965                        |
| 0472     | Saint-Moore, Adam                 | Face d'Ange broie du noir                      |                    | 1965                        |
| 0473     | Braun, M. G.                      | Plan Jalousie                                  |                    | 1965                        |
| 0474     | Rank, Claude                      | Notre agent d'exécution                        |                    | 1965                        |
| 0475     | Kenny, Paul                       | Coplan bouscule le vieux                       |                    | 1965                        |
| 0476     | Dumoulin, Gilles-Maurice          | Cette sacrée bombe                             |                    | 1965                        |
| 0477     | Page, Alain                       | Un diplomate nommé Calone                      |                    | 1965                        |
| 0478     | Yaouanc, Alain                    | Un kimono pour l'espion                        |                    | 1965                        |
| 0479     | Arno, Marc                        | Une nuit pour mourir                           |                    | 1965                        |
| 0480     | Laforest, Serge                   | Gaunce prend le balai                          |                    | 1965                        |
| 0481     | Nemours, Pierre                   | Les Dockers de la nuit                         |                    | 1965                        |
| 0482     | Cayeux, J. B.                     | L'Agent spécial s'amuse                        |                    | 1965                        |
| 0483     | Faller, Roger                     | Contact                                        |                    | 1965                        |
| 0484     | Rank, Claude                      | Express pour Jobourg                           |                    | 1965                        |
| 0485     | Kenny, Paul                       | Ordres secrets pour FX-18                      |                    | 1965                        |
| 0486     | Saint-Moore, Adam                 | Face d'Ange, la Croix et la Bannière           |                    | 1965                        |
| 0487     | Caron, Richard                    | Le Vent de l'Est                               |                    | 1965                        |
| 0488     | Cooper, Mike                      | Recrutement d'un tueur                         |                    | 1965                        |
| 0489     | Ribes, F. H.                      | Danger, bombe N                                |                    | 1965                        |
| 0490     | Braun, M. G.                      | L'Heure du Tarragone                           |                    | 1965                        |
| 0491     | Rank, Claude                      | Trois hommes sans corde                        |                    | 1965                        |
| 0492     | Carnal, Michel                    | Le Bagnard                                     |                    | 1965                        |
| 0493     | Murray, Jack                      | Stratèges de l'ombre                           |                    | 1965                        |
| 0494     | Laforest, Serge                   | La Guêpe dans le guêpier                       |                    | 1965                        |
| 0495     | Kenny, Paul                       | Coplan frappe à la tête                        |                    | 1965                        |
| 0496     | Page, Alain                       | Pas de vacances pour Calone                    |                    | 1965                        |
| 0497     | Conty, Jean-Pierre                | Nuit noire pour Monsieur Suzuki                |                    | 1965                        |
| 0498     | Noro, Fred                        | Aller sans retour                              |                    | 1965                        |
| 0499     | Faller, Roger                     | Alertes au sol                                 |                    | 1965                        |
| 0500     | Saint-Moore, Adam                 | Face d'Ange n'aime pas la mousson              |                    | 1965                        |
| 0501     | Kenny, Paul                       | Tous contre Coplan                             |                    | 1965                        |
| 0502     | Cayeux, J. B.                     | L'Agent spécial prend l'air                    |                    | 1965                        |
| 0503     | Laforest, Serge                   | La Peur aux doigts                             |                    | 1965                        |
| 0504     | Braun, M. G.                      | Permis de tirer                                |                    | 1965                        |
| 0505     | Rank, Claude                      | Duel de fauves                                 |                    | 1965                        |
| 0506     | Arno, Marc                        | Contre-action                                  |                    | 1965                        |
| 0507     | Livandert, Graham                 | Un espion parle                                |                    | 1965                        |
| 0508     | Yaouanc, Alain                    | Venez chez le bourreau                         |                    | 1965                        |
| 0509     | Ribes, F. H.                      | Réseau sous-marin                              |                    | 1965                        |
| 0510     | Cooper, Mike                      | - 40 à l'ombre                                 |                    | 1965                        |
| 0511     | Laforest, Serge                   | Les Hommes sans visage                         |                    | 1965                        |
| 0512     | Kenny, Paul                       | Pas de miracle pour l'espion                   |                    | 1965                        |
| 0513     | Page, Alain                       | Feu rouge pour Calone                          |                    | 1965                        |
| 0514     | Conty, Jean-Pierre                | Le Double Jeu de Monsieur Suzuki               |                    | 1965                        |
| 0515     | Arnaud, G. J.                     | Fonds dangereux                                |                    | 1965                        |
| 0516     | Cayeux, J. B.                     | L'Agent spécial en liberté                     |                    | 1965                        |
| 0517     | Rank, Claude                      | La Libertad saute à Maracaïbo                  |                    | 1965                        |
| 0518     | Braun, M. G.                      | Zéro heure une                                 |                    | 1965                        |
| 0519     | Caron, Richard                    | Imbroglio dalmate                              |                    | 1965                        |
| 0520     | Conty, Jean-Pierre                | Monsieur Suzuki dans la gueule du loup         |                    | 1965                        |
| 0521     | Saint-Moore, Adam                 | Les Gladiateurs aveugles                       |                    | 1965                        |
| 0522     | Cayeux, J. B.                     | L'Agent spécial bafoué                         |                    | 1965                        |
| 0523     | Carnal, Michel                    | Les Saboteurs                                  |                    | 1966                        |
| 0524     | Arnaud, G. J.                     | Convois suspects                               |                    | 1966                        |
| 0525     | Nemours, Pierre                   | Les Conjurés d'Assouan                         |                    | 1966                        |
| 0526     | Revest, Marc                      | Kern cogne sur la parallèle                    |                    | 1966                        |
| 0527     | Kenny, Paul                       | Coplan fait peau neuve                         |                    | 1966                        |
| 0528     | Laforest, Serge                   | À bout de patience                             |                    | 1966                        |
| 0529     | Caroff, André                     | Visa pour Formose                              |                    | 1966                        |
| 0530     | Courcel, Pierre                   | Concession Caraïbes                            |                    | 1966                        |
| 0531     | Rank, Claude                      | Mirages pour une victoire                      |                    | 1966                        |
| 0532     | Page, Alain                       | Calone est arrivé                              |                    | 1966                        |
| 0533     | Saint-Moore, Adam                 | Face d'Ange froisse le kimono                  |                    | 1966                        |
| 0534     | Ribes, F. H.                      | Atoll Z                                        |                    | 1966                        |
| 0535     | Arno, Marc                        | Manœuvre d'intoxication                        |                    | 1966                        |
| 0536     | Noro, Fred                        | Un agent a été pris                            |                    | 1966                        |
| 0537     | Braun, M. G.                      | Feu roulant                                    |                    | 1966                        |
| 0538     | Kenny, Paul                       | Coplan coupe les ponts                         |                    | 1966                        |
| 0539     | Cayeux, J. B.                     | L'Agent spécial au bal masqué                  |                    | 1966                        |
| 0540     | Faller, Roger                     | Exportation interdite                          |                    | 1966                        |
| 0541     | Dumoulin, Gilles-Maurice          | Corps et Armes                                 |                    | 1966                        |
| 0542     | Rank, Claude                      | La Route de Corinthe                           |                    | 1966                        |
| 0543     | Laforest, Serge                   | La Longue Nuit de Gaunce                       |                    | 1966                        |
| 0544     | Saint-Moore, Adam                 | Face d'Ange chasse le zombie                   |                    | 1966                        |
| 0545     | Conty, Jean-Pierre                | Monsieur Suzuki et la Lueur bleue              |                    | 1966                        |
| 0546     | Nemours, Pierre                   | Triple jeu                                     |                    | 1966                        |
| 0547     | Revest, Marc                      | Kern casse l'icône                             |                    | 1966                        |
| 0548     | Caroff, André                     | Opération canal 2                              |                    | 1966                        |
| 0549     | Kenny, Paul                       | Coplan sauve la mise                           |                    | 1966                        |
| 0550     | Rank, Claude                      | Daïana de Gibraltar                            |                    | 1966                        |
| 0551     | Page, Alain                       | Un cerveau pour Calone                         |                    | 1966                        |
| 0552     | Carnal, Michel                    | Le Proscrit                                    |                    | 1966                        |
| 0553     | Ribes, F. H.                      | L'Homme du San Diego                           |                    | 1966                        |
| 0554     | Braun, M. G.                      | Ça va, Cavassa ?                               |                    | 1966                        |
| 0555     | Laforest, Serge                   | Poussée de fièvre                              |                    | 1966                        |
| 0556     | Yaouanc, Alain                    | Un kriss pour l'espion                         |                    | 1966                        |
| 0557     | Caron, Richard                    | TTX-75 à Berlin                                |                    | 1966                        |
| 0558     | Arno, Marc                        | Opération Palomares                            |                    | 1966                        |
| 0559     | Cayeux, J. B.                     | L'Agent spécial rit jaune                      |                    | 1966                        |
| 0560     | Kenny, Paul                       | Coplan paie le cercueil                        |                    | 1966                        |
| 0561     | Saint-Moore, Adam                 | Face d'Ange se désintoxe                       |                    | 1966                        |
| 0562     | Conty, Jean-Pierre                | Le Piège de Monsieur Suzuki                    |                    | 1966                        |
| 0563     | Noro, Fred                        | Le Cirque aux espions                          |                    | 1966                        |
| 0564     | Dumoulin, Gilles-Maurice          | Les Gars d'en face                             |                    | 1966                        |
| 0565     | Courcel, Pierre                   | Pression sans merci                            |                    | 1966                        |
| 0566     | Kenny, Paul                       | Guet-apens pour FX-18                          |                    | 1966                        |
| 0567     | Rank, Claude                      | La Renarde blonde                              |                    | 1966                        |
| 0568     | Page, Alain                       | Il est si tard, Monsieur Calone                |                    | 1966                        |
| 0569     | Revest, Marc                      | Kern tue le mort                               |                    | 1966                        |
| 0570     | Faller, Roger                     | Point d'orgue                                  |                    | 1966                        |
| 0571     | Braun, M. G.                      | C'est pour demain                              |                    | 1966                        |
| 0572     | Laforest, Serge                   | Point chaud                                    |                    | 1966                        |
| 0573     | Arnaud, G. J.                     | Les Égarés                                     |                    | 1966                        |
| 0574     | Yaouanc, Alain                    | Une brune pour l'espion                        |                    | 1966                        |
| 0575     | Cayeux, J. B.                     | L'Agent spécial au procès                      |                    | 1966                        |
| 0576     | Conty, Jean-Pierre                | L'Étrange Mission de Monsieur Suzuki           |                    | 1966                        |
| 0577     | Kenny, Paul                       | Coplan fonce au but                            |                    | 1966                        |
| 0578     | Braun, M. G.                      | Aux derniers barbelés                          |                    | 1966                        |
| 0579     | Rank, Claude                      | Opération Étoile du Nord                       |                    | 1966                        |
| 0580     | Saint-Moore, Adam                 | Face d'Ange lève le masque                     |                    | 1966                        |
| 0581     | Caron, Richard                    | TTX 75 sur le Nil                              |                    | 1966                        |
| 0582     | Ribes, F. H.                      | Lecomte fait mouche                            |                    | 1966                        |
| 0583     | Evans, Frank                      | Terreur blanche en Rhodésie                    |                    | 1966                        |
| 0584     | Caroff, André                     | Le Guêpier de Genève                           |                    | 1967                        |
| 0585     | Nemours, Pierre                   | Rien que des hommes !                          |                    | 1967                        |
| 0586     | Carnal, Michel                    | Le Dragon de jade                              |                    | 1967                        |
| 0587     | Page, Alain                       | L'Incorruptible Monsieur Calone                |                    | 1967                        |
| 0588     | Saint-Moore, Adam                 | Face d'Ange et la Conférence                   |                    | 1967                        |
| 0589     | Kenny, Paul                       | Barrage à Bogota                               |                    | 1967                        |
| 0590     | Dumoulin, Gilles-Maurice          | À chacun sa guerre                             |                    | 1967                        |
| 0591     | Caron, Richard                    | TTX 75 et les W. A. F.                         |                    | 1967                        |
| 0592     | Conty, Jean-Pierre                | La Bête noire de Monsieur Suzuki               |                    | 1967                        |
| 0593     | Rank, Claude                      | Le Grand Rush                                  |                    | 1967                        |
| 0594     | Braun, M. G.                      | Du même enfer                                  |                    | 1967                        |
| 0595     | Arnaud, G. J.                     | Cargaison insolite                             |                    | 1967                        |
| 0596     | Cayeux, J. B.                     | L'Agent spécial aux antipodes                  |                    | 1967                        |
| 0597     | Courcel, Pierre                   | Consignes de prudence                          |                    | 1967                        |
| 0598     | Saint-Moore, Adam                 | Cœur ouvert pour Face d'Ange                   |                    | 1967                        |
| 0599     | Ribes, F. H.                      | Une bombe signée Lecomte                       |                    | 1967                        |
| 0600     | Kenny, Paul                       | Coplan dans le labyrinthe                      |                    | 1967                        |
| 0601     | Revest, Marc                      | Kern enfonce la porte d'or                     |                    | 1967                        |
| 0602     | Faller, Roger                     | Muntplatz, 39                                  |                    | 1967                        |
| 0603     | Noro, Fred                        | La Peau du Vicomte                             |                    | 1967                        |
| 0604     | Page, Alain                       | Et Calone vint...                              |                    | 1967                        |
| 0605     | Rank, Claude                      | Un homme nommé Trottner                        |                    | 1967                        |
| 0606     | Laforest, Serge                   | Gaunce joue l'atout                            |                    | 1967                        |
| 0607     | Cayeux, J. B.                     | L'Agent spécial à l'école                      |                    | 1967                        |
| 0608     | Arno, Marc                        | Carburant danger                               |                    | 1967                        |
| 0609     | Carnal, Michel                    | Le Capitaine                                   |                    | 1967                        |
| 0610     | Conty, Jean-Pierre                | Monsieur Suzuki fait parler les morts          |                    | 1967                        |
| 0611     | Braun, M. G.                      | Horizon rouge                                  |                    | 1967                        |
| 0612     | Kenny, Paul                       | Contacts Est-Ouest                             |                    | 1967                        |
| 0613     | Revest, Marc                      | Achtung, Monsieur Kern                         |                    | 1967                        |
| 0614     | Arnaud, G. J.                     | Le Commander rit jaune                         |                    | 1967                        |
| 0615     | Nemours, Pierre                   | À 6 heures au Calice                           |                    | 1967                        |
| 0616     | Laforest, Serge                   | Gaunce crève l'abcès                           |                    | 1967                        |
| 0617     | Saint-Moore, Adam                 | Face d'Ange mâche le piment                    |                    | 1967                        |
| 0618     | Dumoulin, Gilles-Maurice          | Section S                                      |                    | 1967                        |
| 0619     | Evans, Frank                      | Téléphone rouge                                |                    | 1967                        |
| 0620     | Courcel, Pierre                   | Affrontements indirects                        |                    | 1967                        |
| 0621     | Rank, Claude                      | Jolie Dynamite                                 |                    | 1967                        |
| 0622     | Ribes, F. H.                      | Lecomte panique le C.I.A.                      |                    | 1967                        |
| 0623     | Kenny, Paul                       | Coplan sur la corde raide                      |                    | 1967                        |
| 0624     | Caroff, André                     | Un porte-clés pour Tokyo                       |                    | 1967                        |
| 0625     | Revest, Marc                      | Kern noie le pharaon                           |                    | 1967                        |
| 0626     | Noro, Fred                        | Tchao, Vicomte                                 |                    | 1967                        |
| 0627     | Cayeux, J. B.                     | L'Agent spécial au camp                        |                    | 1967                        |
| 0628     | Braun, M. G.                      | En plein cœur                                  |                    | 1967                        |
| 0629     | Kenny, Paul                       | Complot pour demain                            |                    | 1967                        |
| 0630     | Revest, Marc                      | Trafalgar Kern                                 |                    | 1967                        |
| 0631     | Arno, Marc                        | Incendie dans une ile                          |                    | 1967                        |
| 0632     | Rank, Claude                      | Benghazi, au diable                            |                    | 1967                        |
| 0633     | Laforest, Serge                   | Gaunce mort ou vif                             |                    | 1967                        |
| 0634     | Conty, Jean-Pierre                | Le Cauchemar de Monsieur Suzuki                |                    | 1967                        |
| 0635     | Page, Alain                       | Calone puissance 2                             |                    | 1967                        |
| 0636     | Faller, Roger                     | Jeu nul                                        |                    | 1967                        |
| 0637     | Caron, Richard                    | TTX 75 opération                               |                    | 1967                        |
| 0638     | Chabrey, François                 | La Vingt-cinquième image                       |                    | 1967                        |
| 0639     | Conty, Jean-Pierre                | Monsieur Suzuki et le Grand Secret             |                    | 1967                        |
| 0640     | Cayeux, J. B.                     | L'Agent spécial au maquis                      |                    | 1967                        |
| 0641     | Kenny, Paul                       | Coplan revient de loin                         |                    | 1967                        |
| 0642     | Saint-Moore, Adam                 | Le K de Face d'Ange                            |                    | 1967                        |
| 0643     | Page, Alain                       | En attendant Calone                            |                    | 1967                        |
| 0644     | Rank, Claude                      | Un métier de salaud                            |                    | 1967                        |
| 0645     | Laforest, Serge                   | L'Otage de Gaunce                              |                    | 1967                        |
| 0646     | Ribes, F. H.                      | Salade russe pour Lecomte                      |                    | 1967                        |
| 0647     | Braun, M. G.                      | Glenne force                                   |                    | 1967                        |
| 0648     | Saint-Moore, Adam                 | Face d'Ange et les Affreux                     |                    | 1967                        |
| 0649     | Nemours, Pierre                   | Liquidez Mercure !                             |                    | 1967                        |
| 0650     | Revest, Marc                      | Safari à Delhi pour Kern                       |                    | 1967                        |
| 0651     | Caroff, André                     | Le Camp du serpent                             |                    | 1967                        |
| 0652     | Chabrey, François                 | Détruisez l'original !                         |                    | 1967                        |
| 0653     | Kenny, Paul                       | FX-18 relève le gant                           |                    | 1967                        |
| 0654     | Arnaud, G. J.                     | Doublé pour le Commander                       |                    | 1967                        |
| 0655     | Dumoulin, Gilles-Maurice          | On en sait toujours trop                       |                    | 1967                        |
| 0656     | Evans, Frank                      | Collusion au Pacifique                         |                    | 1967                        |
| 0657     | Courcel, Pierre                   | Ligne frontière                                |                    | 1968                        |
| 0658     | Cayeux, J. B.                     | L'Agent spécial au pilori                      |                    | 1968                        |
| 0659     | Rank, Claude                      | Les Batteries de Muizenberg                    |                    | 1968                        |
| 0660     | Laforest, Serge                   | Gaunce désamorce la bombe                      |                    | 1968                        |
| 0661     | Braun, M. G.                      | Guatemala-city                                 |                    | 1968                        |
| 0662     | Conty, Jean-Pierre                | Monsieur Suzuki cache son jeu                  |                    | 1968                        |
| 0663     | Page, Alain                       | Un philtre pour Calone                         |                    | 1968                        |
| 0664     | Ribes, F. H.                      | Bactériologiquement vôtre, Lecomte             |                    | 1968                        |
| 0665     | Kenny, Paul                       | Coplan à l'affût                               |                    | 1968                        |
| 0666     | Saint-Moore, Adam                 | Face d'Ange a des pressentiments               |                    | 1968                        |
| 0667     | Faller, Roger                     | Dossier Sini                                   |                    | 1968                        |
| 0668     | Revest, Marc                      | Kern dans le pot au noir                       |                    | 1968                        |
| 0669     | Arnaud, G. J.                     | Le Commander souffle la torche                 |                    | 1968                        |
| 0670     | Clerk, Ernie                      | Le Judoka du bout du monde                     |                    | 1968                        |
| 0671     | Yaouanc, Alain                    | Feu sur l'espion                               |                    | 1968                        |
| 0672     | Conty, Jean-Pierre                | La Longue Nuit de Monsieur Suzuki              |                    | 1968                        |
| 0673     | Noro, Fred                        | Le Vicomte en guérilla                         |                    | 1968                        |
| 0674     | Carnal, Michel                    | Les Compagnons                                 |                    | 1968                        |
| 0675     | Laforest, Serge                   | Gaunce pimente la sauce                        |                    | 1968                        |
| 0676     | Rank, Claude                      | Allée des mitrailleuses                        |                    | 1968                        |
| 0677     | Kenny, Paul                       | Jouez serré, Monsieur Coplan                   |                    | 1968                        |
| 0678     | Saint-Moore, Adam                 | Face d'Ange chasse le trésor                   |                    | 1968                        |
| 0679     | Ribes, F. H.                      | Lecomte vous salue                             |                    | 1968                        |
| 0680     | Caroff, André                     | Réseau contamination                           |                    | 1968                        |
| 0681     | Chabrey, François                 | Un appât nommé Howard                          |                    | 1968                        |
| 0682     | Arno, Marc                        | Cessez de trahir !                             |                    | 1968                        |
| 0683     | Braun, M. G.                      | Tuer est mon métier                            |                    | 1968                        |
| 0684     | Page, Alain                       | Merci, Monsieur Calone                         |                    | 1968                        |
| 0685     | Dumoulin, Gilles-Maurice          | Un monde à part                                |                    | 1968                        |
| 0686     | Caron, Richard                    | TTX-75 à Antwerpen                             |                    | 1968                        |
| 0687     | Laforest, Serge                   | Gaunce charge à fond                           |                    | 1968                        |
| 0688     | Rank, Claude                      | Le Soldat de La Aurora                         |                    | 1968                        |
| 0689     | Kenny, Paul                       | L'Étrange Duel de Coplan                       |                    | 1968                        |
| 0690     | Nemours, Pierre                   | La Part du feu                                 |                    | 1968                        |
| 0691     | Revest, Marc                      | Kern à la kurde                                |                    | 1968                        |
| 0692     | Courcel, Pierre                   | Surveillance permanente                        |                    | 1968                        |
| 0693     | Braun, M. G.                      | Les Déserteurs                                 |                    | 1968                        |
| 0694     | Conty, Jean-Pierre                | Monsieur Suzuki et le Pêcheur d'hommes         |                    | 1968                        |
| 0695     | Kenny, Paul                       | Huis clos pour FX 18 ?                         |                    | 1968                        |
| 0696     | Saint-Moore, Adam                 | Face d'Ange prend le maquis                    |                    | 1968                        |
| 0697     | Chabrey, François                 | Le Sang lourd                                  |                    | 1968                        |
| 0698     | Carnal, Michel                    | Les Acharnés                                   |                    | 1968                        |
| 0699     | Clerk, Ernie                      | Le Judoka de Mexico                            |                    | 1968                        |
| 0700     | Ribes, F. H.                      | Pleins Feux sur Lecomte                        |                    | 1968                        |
| 0701     | Rank, Claude                      | Viva la revolución                             |                    | 1968                        |
| 0702     | Faller, Roger                     | Retour payé                                    |                    | 1968                        |
| 0703     | Noro, Fred                        | Le Vicomte en eau trouble                      |                    | 1968                        |
| 0704     | Conty, Jean-Pierre                | Monsieur Suzuki fait le mort                   |                    | 1968                        |
| 0705     | Caron, Richard                    | TTX-75 en famille                              |                    | 1968                        |
| 0706     | Arno, Marc                        | Provocation                                    |                    | 1968                        |
| 0707     | Kenny, Paul                       | Coplan dans la fournaise                       |                    | 1968                        |
| 0708     | Page, Alain                       | Les Mémoires de Calone                         |                    | 1968                        |
| 0709     | Cooper, Mike                      | À perte de vie                                 |                    | 1968                        |
| 0710     | Cayeux, J. B.                     | L'Agent spécial au Biafra                      |                    | 1968                        |
| 0711     | Laforest, Serge                   | Implacable Gaunce                              |                    | 1968                        |
| 0712     | Rank, Claude                      | Le Comité de Tallinn                           |                    | 1968                        |
| 0713     | Braun, M. G.                      | Fini de rire                                   |                    | 1968                        |
| 0714     | Conty, Jean-Pierre                | Monsieur Suzuki joue son va-tout               |                    | 1969                        |
| 0715     | Arnaud, G. J.                     | Le Commander prend la piste                    |                    | 1969                        |
| 0716     | Caron, Richard                    | TTX 75 recherche Monsieur le duc               |                    | 1969                        |
| 0717     | Revest, Marc                      | Via Hong-Kong, Monsieur Kern                   |                    | 1969                        |
| 0718     | Saint-Moore, Adam                 | Vacances romaines pour Face d'Ange             |                    | 1969                        |
| 0719     | Kenny, Paul                       | Coplan fait coup double                        |                    | 1969                        |
| 0720     | Rank, Claude                      | L'École Bettina                                |                    | 1969                        |
| 0721     | Ribes, F. H.                      | Lecomte latitude L                             |                    | 1969                        |
| 0722     | Evans, Frank                      | Le Retour des vautours                         |                    | 1969                        |
| 0723     | Noro, Fred                        | Joue, Vicomte                                  |                    | 1969                        |
| 0724     | Caroff, André                     | Candidats à la mort                            |                    | 1969                        |
| 0725     | Cayeux, J. B.                     | L'Agent spécial chez les guérilleros           |                    | 1969                        |
| 0726     | Page, Alain                       | Un bouillon pour Calone                        |                    | 1969                        |
| 0727     | Courcel, Pierre                   | Le Passant de Berlin                           |                    | 1969                        |
| 0728     | Nemours, Pierre                   | Numéro 2 est passé à l'Est !                   |                    | 1969                        |
| 0729     | Chabrey, François                 | Matt à Palma                                   |                    | 1969                        |
| 0730     | Revest, Marc                      | Kern danse la mazurka                          |                    | 1969                        |
| 0731     | Kenny, Paul                       | Le vieux gagne la belle                        |                    | 1969                        |
| 0732     | Conty, Jean-Pierre                | Les Angoisses de Monsieur Suzuki               |                    | 1969                        |
| 0733     | Arnaud, G. J.                     | Le Commander et l'Évadé                        |                    | 1969                        |
| 0734     | Caroff, André                     | Le Banquet des espions                         |                    | 1969                        |
| 0735     | Dumoulin, Gilles-Maurice          | J.S. connaît la musique                        |                    | 1969                        |
| 0736     | Rank, Claude                      | "E" sans mémoires                              |                    | 1969                        |
| 0737     | Braun, M. G.                      | Guerre possible                                |                    | 1969                        |
| 0738     | Saint-Moore, Adam                 | Face d'Ange ne croit pas aux mirages           |                    | 1969                        |
| 0739     | Arno, Marc                        | Nécessité de disparaître                       |                    | 1969                        |
| 0740     | Carnal, Michel                    | Vanina                                         |                    | 1969                        |
| 0741     | Ribes, F. H.                      | Carnaval à Venise pour Lecomte                 |                    | 1969                        |
| 0742     | Laforest, Serge                   | La Trahison de Tamara                          |                    | 1969                        |
| 0743     | Kenny, Paul                       | Coplan vise haut                               |                    | 1969                        |
| 0744     | Noro, Fred                        | La Sibérie, Vicomte..                          |                    | 1969                        |
| 0745     | Chabrey, François                 | Échec à Matt                                   |                    | 1969                        |
| 0746     | Clerk, Ernie                      | Le Mercenaire sans solde                       |                    | 1969                        |
| 0747     | Revest, Marc                      | Havane, Monsieur Kern ?                        |                    | 1969                        |
| 0748     | Caron, Richard                    | TTX 75 à Hambourg                              |                    | 1969                        |
| 0749     | Page, Alain                       | Les Intuitions de Calone                       |                    | 1969                        |
| 0750     | Conty, Jean-Pierre                | Le Duel de Monsieur Suzuki                     |                    | 1969                        |
| 0751     | Evans, Frank                      | Playback à l'antillaise                        |                    | 1969                        |
| 0752     | Courcel, Pierre                   | Intox pour tous                                |                    | 1969                        |
| 0753     | Faller, Roger                     | Pleins Risques                                 |                    | 1969                        |
| 0754     | Arnaud, G. J.                     | Piège pour une nation                          |                    | 1969                        |
| 0755     | Rank, Claude                      | Désertion                                      |                    | 1969                        |
| 0756     | Kenny, Paul                       | Coplan rend coup pour coup                     |                    | 1969                        |
| 0757     | Braun, M. G.                      | Casse... cash                                  |                    | 1969                        |
| 0758     | Ribes, F. H.                      | Quand Lecomte s'en mêle                        |                    | 1969                        |
| 0759     | Clerk, Ernie                      | Le cascadeur attaque                           |                    | 1969                        |
| 0760     | Saint-Moore, Adam                 | Face d'Ange et les Ombres chinoises            |                    | 1969                        |
| 0761     | Revest, Marc                      | La Longue Corde de Kern                        |                    | 1969                        |
| 0762     | Laforest, Serge                   | L'Escalade de Gaunce                           |                    | 1969                        |
| 0763     | Kenny, Paul                       | Coplan roule sur l'or                          |                    | 1969                        |
| 0764     | Rank, Claude                      | L'An prochain à El Paso                        |                    | 1969                        |
| 0765     | Dumoulin, Gilles-Maurice          | J.S. fonce dans le brouillard                  |                    | 1969                        |
| 0766     | Caroff, André                     | Objectif : "élimination"                       |                    | 1969                        |
| 0767     | Carnal, Michel                    | Un coin de paradis                             |                    | 1969                        |
| 0768     | Nemours, Pierre                   | La Guerre pour Koenigsberg                     |                    | 1969                        |
| 0769     | Conty, Jean-Pierre                | Monsieur Suzuki et la Déesse                   |                    | 1969                        |
| 0770     | Cayeux, J. B.                     | L'Agent spécial sur la banquise                |                    | 1969                        |
| 0771     | Courcel, Pierre                   | Contacts spécialisés                           |                    | 1969                        |
| 0772     | Nemours, Pierre                   | Le Dossier "Opéra"                             |                    | 1969                        |
| 0773     | Conty, Jean-Pierre                | Monsieur Suzuki sert d'appât                   |                    | 1969                        |
| 0774     | Arno, Marc                        | Un colonel a disparu                           |                    | 1969                        |
| 0775     | Kenny, Paul                       | F.X. 18 choisit son heure                      |                    | 1969                        |
| 0776     | Laforest, Serge                   | La Diplomatie de Gaunce                        |                    | 1969                        |
| 0777     | Saint-Moore, Adam                 | Face d'Ange et la Petite Chèvre                |                    | 1969                        |
| 0778     | Ribes, F. H.                      | Un cigare pour Lecomte                         |                    | 1969                        |
| 0779     | Noro, Fred                        | Demain il fera nuit, Vicomte                   |                    | 1969                        |
| 0780     | Braun, M. G.                      | Che Maccio !                                   |                    | 1969                        |
| 0781     | Rank, Claude                      | Il faut faire taire Alexa                      |                    | 1969                        |
| 0782     | Conty, Jean-Pierre                | Monsieur Suzuki et les Disparus                |                    | 1970                        |
| 0783     | Chabrey, François                 | Une peau pour Matt                             |                    | 1970                        |
| 0784     | Arnaud, G. J.                     | Un amiral pour le Commander                    |                    | 1970                        |
| 0785     | Cayeux, J. B.                     | L'Agent spécial chez les tontons macoutes      |                    | 1970                        |
| 0786     | Revest, Marc                      | Kern à la coule                                |                    | 1970                        |
| 0787     | Evans, Frank                      | Le vent souffle de l'Est                       |                    | 1970                        |
| 0788     | Kenny, Paul                       | Coplan vide son sac                            |                    | 1970                        |
| 0789     | Ribes, F. H.                      | Fausses Pistes pour Lecomte                    |                    | 1970                        |
| 0790     | Courcel, Pierre                   | Tricheries à Madrid                            |                    | 1970                        |
| 0791     | Caroff, André                     | Secteur 444                                    |                    | 1970                        |
| 0792     | Dumoulin, Gilles-Maurice          | J.S. tient la forme                            |                    | 1970                        |
| 0793     | Saint-Moore, Adam                 | Coup de chance pour Face d'Ange                |                    | 1970                        |
| 0794     | Rank, Claude                      | Les Bières du Mississippi                      |                    | 1970                        |
| 0795     | Page, Alain                       | Des fleurs pour Calone                         |                    | 1970                        |
| 0796     | Nemours, Pierre                   | Feu rouge pour Apollo                          |                    | 1970                        |
| 0797     | Cayeux, J. B.                     | L'Agent spécial a voté                         |                    | 1970                        |
| 0798     | Conty, Jean-Pierre                | Monsieur Suzuki opère à chaud                  |                    | 1970                        |
| 0799     | Clerk, Ernie                      | Safari pour le Judoka                          |                    | 1970                        |
| 0800     | Kenny, Paul                       | FX 18 joue avec le feu                         |                    | 1970                        |
| 0801     | Arno, Marc                        | L'Espion qui n'existait pas                    |                    | 1970                        |
| 0802     | Carnal, Michel                    | Le Chemin de la solitude                       |                    | 1970                        |
| 0803     | Caron, Richard                    | TTX 75 contre Docteur Fu                       |                    | 1970                        |
| 0804     | Revest, Marc                      | Kimono Kern                                    |                    | 1970                        |
| 0805     | Dastier, Dan                      | Bactéries pour un royaume                      |                    | 1970                        |
| 0806     | Rank, Claude                      | Carnaval d'octobre                             |                    | 1970                        |
| 0807     | Page, Alain                       | Calone paye ses dettes                         |                    | 1970                        |
| 0808     | Ribes, F. H.                      | Lecomte et la Poupée qui tue                   |                    | 1970                        |
| 0809     | Chabrey, François                 | Matt à bord                                    |                    | 1970                        |
| 0810     | Noro, Fred                        | Où vas-tu, Vicomte ?                           |                    | 1970                        |
| 0811     | Laforest, Serge                   | Gaunce et les Longs Couteaux                   |                    | 1970                        |
| 0812     | Braun, M. G.                      | La Femme au fusil                              |                    | 1970                        |
| 0813     | Kenny, Paul                       | Les Rendez-vous de Coplan                      |                    | 1970                        |
| 0814     | Arnaud, G. J.                     | L'amnésique venu de la mer                     |                    | 1970                        |
| 0815     | Courcel, Pierre                   | Échelon de destruction                         |                    | 1970                        |
| 0816     | Cayeux, J. B.                     | L'Agent spécial et les Dollars                 |                    | 1970                        |
| 0817     | Revest, Marc                      | Philippine, Monsieur Kern                      |                    | 1970                        |
| 0818     | Conty, Jean-Pierre                | Monsieur Suzuki cherche la femme               |                    | 1970                        |
| 0819     | Saint-Moore, Adam                 | Face d'Ange passe par le toit                  |                    | 1970                        |
| 0820     | Faller, Roger                     | Passage protégé                                |                    | 1970                        |
| 0821     | Evans, Frank                      | Charade mandarine                              |                    | 1970                        |
| 0822     | Page, Alain                       | Contredanse pour Calone                        |                    | 1970                        |
| 0823     | Dumoulin, Gilles-Maurice          | J.S. roule pour vous                           |                    | 1970                        |
| 0824     | Chabrey, François                 | Matt malmène Mao                               |                    | 1970                        |
| 0825     | Rank, Claude                      | Mes femmes du Kilimandjaro                     |                    | 1970                        |
| 0826     | Kenny, Paul                       | Coplan fait mouche                             |                    | 1970                        |
| 0827     | Revest, Marc                      | Kern et le Beau Danube rouge                   |                    | 1970                        |
| 0828     | Arnaud, G. J.                     | Échec au froid, Commander                      |                    | 1970                        |
| 0829     | Saint-Moore, Adam                 | Face d'Ange dans le dédale                     |                    | 1970                        |
| 0830     | Braun, M. G.                      | "V" comme vacherie                             |                    | 1970                        |
| 0831     | Laforest, Serge                   | Gaunce ne marchande pas                        |                    | 1970                        |
| 0832     | Ribes, F. H.                      | Lecomte et l'Enfant prodigue                   |                    | 1970                        |
| 0833     | Kenny, Paul                       | La Nuit de Coplan                              |                    | 1970                        |
| 0834     | Conty, Jean-Pierre                | Monsieur Suzuki et les Panthères noires        |                    | 1970                        |
| 0835     | Noro, Fred                        | Et après, Vicomte ?                            |                    | 1970                        |
| 0836     | Avril, Marc                       | Puisqu'il faut l'appeler par son nom...        |                    | 1970                        |
| 0837     | Chabrey, François                 | Matt contre "Faucons"                          |                    | 1970                        |
| 0838     | Arno, Marc                        | La Nuit des couteaux                           |                    | 1970                        |
| 0839     | Carnal, Michel                    | Le Diable au soleil                            |                    | 1970                        |
| 0840     | Rank, Claude                      | Fort-canal                                     |                    | 1970                        |
| 0841     | Cayeux, J. B.                     | L'Agent spécial et les Bérets verts            |                    | 1970                        |
| 0842     | Courcel, Pierre                   | Ultime Échange                                 |                    | 1970                        |
| 0843     | Caroff, André                     | Compartiment 820                               |                    | 1970                        |
| 0844     | Nemours, Pierre                   | Yung Ho s'est mise à table                     |                    | 1970                        |
| 0845     | Laforest, Serge                   | Gaunce et les Calibres                         |                    | 1970                        |
| 0846     | Revest, Marc                      | Quitte ou Kern                                 |                    | 1970                        |
| 0847     | Kenny, Paul                       | FX 18 change de piste                          |                    | 1970                        |
| 0848     | Ribes, F. H.                      | Voir Lecomte, Naples et mourir                 |                    | 1970                        |
| 0849     | Noro, Fred                        | S'il le faut, Vicomte                          |                    | 1970                        |
| 0850     | Arno, Marc                        | Les Chemins de Kaboul                          |                    | 1970                        |
| 0851     | Caroff, André                     | Coulez le "Kashïi Maru"                        |                    | 1970                        |
| 0852     | Rank, Claude                      | Souviens-toi de Dallas                         |                    | 1970                        |
| 0853     | Laforest, Serge                   | Traquenard pour Gaunce                         |                    | 1970                        |
| 0854     | Braun, M. G.                      | Le Temps des guérilleros                       |                    | 1970                        |
| 0855     | Arnaud, G. J.                     | Coup de vent pour le Commander                 |                    | 1970                        |
| 0856     | Nemours, Pierre                   | À la santé du général                          |                    | 1970                        |
| 0857     | Avril, Marc                       | Astres et Désastres                            |                    | 1970                        |
| 0858     | Conty, Jean-Pierre                | La Contre-enquête de Monsieur Suzuki           |                    | 1971                        |
| 0859     | Saint-Moore, Adam                 | Face d'Ange au paradis perdu                   |                    | 1971                        |
| 0860     | Chabrey, François                 | Shalom, Monsieur Matt                          |                    | 1971                        |
| 0861     | Kenny, Paul                       | Des sueurs pour Coplan                         |                    | 1971                        |
| 0862     | Page, Alain                       | On n'arrête pas Calone                         |                    | 1971                        |
| 0863     | Ribes, F. H.                      | C.Q.F.D... KB-09                               |                    | 1971                        |
| 0864     | Revest, Marc                      | Olé ! Monsieur Kern...                         |                    | 1971                        |
| 0865     | Dastier, Dan                      | Parasites sur les Andes                        |                    | 1971                        |
| 0866     | Hoven, Jacques                    | Vacances pour un espion                        |                    | 1971                        |
| 0867     | Cayeux, J. B.                     | L'Agent spécial à la question                  |                    | 1971                        |
| 0868     | Rank, Claude                      | Train de nuit pour Fortaleza                   |                    | 1971                        |
| 0869     | Arno, Marc                        | Opération ponctuelle                           |                    | 1971                        |
| 0870     | Noro, Fred                        | Aux bons soins du Vicomte                      |                    | 1971                        |
| 0871     | Chabrey, François                 | Matt au Mali                                   |                    | 1971                        |
| 0872     | Conty, Jean-Pierre                | Haro sur Monsieur Suzuki                       |                    | 1971                        |
| 0873     | Clerk, Ernie                      | Le Judoka et les Sabras                        |                    | 1971                        |
| 0874     | Saint-Moore, Adam                 | Une île pour Face d'Ange                       |                    | 1971                        |
| 0875     | Kenny, Paul                       | Coplan fait des ravages                        |                    | 1971                        |
| 0876     | Ribes, F. H.                      | Lecomte ne chinoise pas                        |                    | 1971                        |
| 0877     | Arnaud, G. J.                     | Le Commander et la Mamma                       |                    | 1971                        |
| 0878     | Revest, Marc                      | Kern fait le mur                               |                    | 1971                        |
| 0879     | Page, Alain                       | Calone est au parfum                           |                    | 1971                        |
| 0880     | Leygnac, M.J.                     | Le Vent du désert                              |                    | 1971                        |
| 0881     | Carnal, Michel                    | Le Remplaçant                                  |                    | 1971                        |
| 0882     | Rank, Claude                      | Croix de fer, Épées, Diamants...               |                    | 1971                        |
| 0883     | Nemours, Pierre                   | Les Séides de Mars                             |                    | 1971                        |
| 0884     | Avril, Marc                       | Le Petit Train du Vatican                      |                    | 1971                        |
| 0885     | Caroff, André                     | Incognito, M. Bonder ?                         |                    | 1971                        |
| 0886     | Joste, Claude                     | Comme un engrenage...                          |                    | 1971                        |
| 0887     | Hérault, Paul-Jean                | Réseaux-sommeil                                |                    | 1971                        |
| 0888     | Braun, M. G.                      | Pris pour cible                                |                    | 1971                        |
| 0889     | Kenny, Paul                       | Coplan traque le renard                        |                    | 1971                        |
| 0890     | Saint-Moore, Adam                 | Face d'Ange chez les Émirs                     |                    | 1971                        |
| 0891     | Conty, Jean-Pierre                | Mission-suicide pour Monsieur Suzuki           |                    | 1971                        |
| 0892     | Revest, Marc                      | Qui est Socrate, Monsieur Kern ?               |                    | 1971                        |
| 0893     | Evans, Frank                      | Chausse-trape à Singapore                      |                    | 1971                        |
| 0894     | Hoven, Jacques                    | La Margaïe aux espions                         |                    | 1971                        |
| 0895     | Dastier, Dan                      | Radars en péril                                |                    | 1971                        |
| 0896     | Chabrey, François                 | Une valse pour Matt                            |                    | 1971                        |
| 0897     | Arno, Marc                        | Orientation subversive                         |                    | 1971                        |
| 0898     | Ribes, F. H.                      | Lecomte... rien ne va plus                     |                    | 1971                        |
| 0899     | Laforest, Serge                   | La Peur de Gaunce                              |                    | 1971                        |
| 0900     | Cooper, Mike                      | Douze hommes aux enchères                      |                    | 1971                        |
| 0901     | Carnal, Michel                    | Une fille de nulle part                        |                    | 1971                        |
| 0902     | Rank, Claude                      | La Guerre des trois                            |                    | 1971                        |
| 0903     | Kenny, Paul                       | La Pitié de Coplan                             |                    | 1971                        |
| 0904     | Noro, Fred                        | La Longue Marche du Vicomte                    |                    | 1971                        |
| 0905     | Caron, Richard                    | TTX 75 à Agadir                                |                    | 1971                        |
| 0906     | Chabrey, François                 | Nançay R.A. 12 appelle Matt                    |                    | 1971                        |
| 0907     | Caroff, André                     | Les Heures Sombres de Bonder                   |                    | 1971                        |
| 0908     | Braun, M. G.                      | Dix centimètres de peau                        |                    | 1971                        |
| 0909     | Page, Alain                       | L'Odyssée de Calone                            |                    | 1971                        |
| 0910     | Kenny, Paul                       | FX-18 prend parti                              |                    | 1971                        |
| 0911     | Arnaud, G. J.                     | Le Commander dans un fauteuil                  |                    | 1971                        |
| 0912     | Faller, Roger                     | Ultime Recours                                 |                    | 1971                        |
| 0913     | Revest, Marc                      | Chili con Kern                                 |                    | 1971                        |
| 0914     | Saint-Moore, Adam                 | L'Apocalypse selon Face d'Ange                 |                    | 1971                        |
| 0915     | Ribes, F. H.                      | OTAN pour Lecomte                              |                    | 1971                        |
| 0916     | Nemours, Pierre                   | Le Général et les Otages                       |                    | 1971                        |
| 0917     | Rank, Claude                      | Aux armes du Bengale                           |                    | 1971                        |
| 0918     | Courcel, Pierre                   | Le Prix du salut                               |                    | 1971                        |
| 0919     | Noro, Fred                        | Ce soir à Chiraz, Vicomte                      |                    | 1971                        |
| 0920     | Conty, Jean-Pierre                | La Revanche du mort                            |                    | 1971                        |
| 0921     | Arno, Marc                        | Les Lendemains qui tuent                       |                    | 1971                        |
| 0922     | Hérault, Paul-Jean                | Stratégie détonateur                           |                    | 1971                        |
| 0923     | Joste, Claude                     | Feu au Bengale                                 |                    | 1971                        |
| 0924     | Kenny, Paul                       | Une balle pour Coplan                          |                    | 1971                        |
| 0925     | Caroff, André                     | Go home, Bonder !                              |                    | 1971                        |
| 0926     | Cooper, Mike                      | Une chance sur deux                            |                    | 1971                        |
| 0927     | Conty, Jean-Pierre                | Monsieur Suzuki dans l'enfer blanc             |                    | 1971                        |
| 0928     | Laforest, Serge                   | Le Coup mortel de Gaunce                       |                    | 1971                        |
| 0929     | Saint-Moore, Adam                 | Face d'Ange a le coeur sensible                |                    | 1971                        |
| 0930     | Rank, Claude                      | Rendez-vous à Port-Jackson                     |                    | 1971                        |
| 0931     | Braun, M. G.                      | La Ciguatera                                   |                    | 1971                        |
| 0932     | Cayeux, J. B.                     | L'Agent spécial a trahi                        |                    | 1971                        |
| 0933     | Faller, Roger                     | Cartes sous table                              |                    | 1971                        |
| 0934     | Chabrey, François                 | Une hirondelle pour Matt                       |                    | 1971                        |
| 0935     | Avril, Marc                       | Laser et Othello                               |                    | 1971                        |
| 0936     | Ribes, F. H.                      | Lecomte... frontière interdite                 |                    | 1971                        |
| 0937     | Nemours, Pierre                   | Le Général et les Dauphins                     |                    | 1972                        |
| 0938     | Kenny, Paul                       | Coplan dans le brouillard                      |                    | 1972                        |
| 0939     | Arnaud, G. J.                     | Jouez serré, Commander                         |                    | 1972                        |
| 0940     | Caron, Richard                    | TTX 75 chez les Grecs                          |                    | 1972                        |
| 0941     | Conty, Jean-Pierre                | Monsieur Suzuki et l'Espion fou                |                    | 1972                        |
| 0942     | Joste, Claude                     | Pigeon, tire ?                                 |                    | 1972                        |
| 0943     | Page, Alain                       | Un piège pour Calone                           |                    | 1972                        |
| 0944     | Revest, Marc                      | Le Fils de Kern                                |                    | 1972                        |
| 0945     | Rank, Claude                      | Où courez-vous, samouraïs ?                    |                    | 1972                        |
| 0946     | Ribes, F. H.                      | Lecomte... opération danger                    |                    | 1972                        |
| 0947     | Carnal, Michel                    | La Balade irlandaise                           |                    | 1972                        |
| 0948     | Hérault, Paul-Jean                | Le Barrage maudit                              |                    | 1972                        |
| 0949     | Laforest, Serge                   | Gaunce et la Main du diable                    |                    | 1972                        |
| 0950     | Chabrey, François                 | Mach 2 pour Matt                               |                    | 1972                        |
| 0951     | Saint-Moore, Adam                 | Une croisade pour Face d'Ange                  |                    | 1972                        |
| 0952     | Kenny, Paul                       | Coplan ne lâche pas prise                      |                    | 1972                        |
| 0953     | Arno, Marc                        | Concerto pour un espion                        |                    | 1972                        |
| 0954     | Avril, Marc                       | Avril en Patagonie                             |                    | 1972                        |
| 0955     | Revest, Marc                      | Kangourou, Kern..                              |                    | 1972                        |
| 0956     | Nemours, Pierre                   | Le Général et le Zombi                         |                    | 1972                        |
| 0957     | Arnaud, G. J.                     | Le Commander et le Révérend                    |                    | 1972                        |
| 0958     | Braun, M. G.                      | Chambre 12                                     |                    | 1972                        |
| 0959     | Rank, Claude                      | Force M à Tahiti                               |                    | 1972                        |
| 0960     | Caron, Richard                    | TTX 75 à Rotterdam                             |                    | 1972                        |
| 0961     | Dastier, Dan                      | Croix noires sous la mer                       |                    | 1972                        |
| 0962     | Caroff, André                     | Bonder casse la baraque                        |                    | 1972                        |
| 0963     | Joste, Claude                     | La Grande Marmite                              |                    | 1972                        |
| 0964     | Courcel, Pierre                   | Immunité provisoire                            |                    | 1972                        |
| 0965     | Saint-Moore, Adam                 | Face d'Ange rencontre le diable                |                    | 1972                        |
| 0966     | Kenny, Paul                       | Coplan prend le large                          |                    | 1972                        |
| 0967     | Arnaud, G. J.                     | Des milliers de vies                           |                    | 1972                        |
| 0968     | Chabrey, François                 | Matt et le Satellite                           |                    | 1972                        |
| 0969     | Conty, Jean-Pierre                | Monsieur Suzuki lance un défi                  |                    | 1972                        |
| 0970     | Revest, Marc                      | Kern moins le quart                            |                    | 1972                        |
| 0971     | Arno, Marc                        | Sarabande pour un espion                       |                    | 1972                        |
| 0972     | Ribes, F. H.                      | Touche longue pour Lecomte                     |                    | 1972                        |
| 0973     | Rank, Claude                      | Le Général Révolution                          |                    | 1972                        |
| 0974     | Nemours, Pierre                   | L'Anti-Général                                 |                    | 1972                        |
| 0975     | Avril, Marc                       | Parfums d'Avril                                |                    | 1972                        |
| 0976     | Caroff, André                     | Bonder plombe le pigeon                        |                    | 1972                        |
| 0977     | Conty, Jean-Pierre                | Adieu Suzuki !                                 |                    | 1972                        |
| 0978     | Saint-Moore, Adam                 | Face d'Ange et la Momie blonde                 |                    | 1972                        |
| 0979     | Rank, Claude                      | Le Camarade                                    |                    | 1972                        |
| 0980     | Kenny, Paul                       | L'Étonnante Aventure de Coplan                 |                    | 1972                        |
| 0981     | Revest, Marc                      | Mannekern-pis                                  |                    | 1972                        |
| 0982     | Dastier, Dan                      | Trahison en différé                            |                    | 1972                        |
| 0983     | Arno, Marc                        | Hécatombe pour un espion                       |                    | 1972                        |
| 0984     | Chabrey, François                 | Matt réveille le coq                           |                    | 1972                        |
| 0985     | Courcel, Pierre                   | De bonne guerre                                |                    | 1972                        |
| 0986     | Braun, M. G.                      | Trois têtes coupées                            |                    | 1972                        |
| 0987     | Kenny, Paul                       | FX 18 déblaie le terrain                       |                    | 1972                        |
| 0988     | Ribes, F. H.                      | Viva El Presidente... Senor Lecomte...         |                    | 1972                        |
| 0989     | Arnaud, G. J.                     | Le Commander et la Combine                     |                    | 1972                        |
| 0990     | Laforest, Serge                   | Gaunce se pique                                |                    | 1972                        |
| 0991     | Evans, Frank                      | Vendetta cinghalaise                           |                    | 1972                        |
| 0992     | Conty, Jean-Pierre                | Monsieur Suzuki double la mise                 |                    | 1972                        |
| 0993     | Caroff, André                     | Bonder passe au C.U.S.I.                       |                    | 1972                        |
| 0994     | Rank, Claude                      | Le Coup de Carthagène                          |                    | 1972                        |
| 0995     | Hoven, Jacques                    | Les Rats de la section                         |                    | 1972                        |
| 0996     | Leygnac, M. J.                    | La Porte jaune                                 |                    | 1972                        |
| 0997     | Revest, Marc                      | Kern à Colin-Maillard                          |                    | 1972                        |
| 0998     | Dastier, Dan                      | Révoltes sur commande                          |                    | 1972                        |
| 0999     | Carnal, Michel                    | La Longue Route                                |                    | 1972                        |
| 1000     | Saint-Moore, Adam                 | Face d'Ange et le Plan "Abysses"               |                    | 1972                        |
| 1001     | Kenny, Paul                       | Coplan va jusqu'au bout                        |                    | 1972                        |
| 1002     | Conty, Jean-Pierre                | Monsieur Suzuki va plus loin                   |                    | 1972                        |
| 1003     | Courcel, Pierre                   | Pleins Pouvoirs au Délégué                     |                    | 1972                        |
| 1004     | Ribes, F. H.                      | Les bons Lecomte font les bons amis            |                    | 1972                        |
| 1005     | Joste, Claude                     | Barbouz's Club                                 |                    | 1972                        |
| 1006     | Arno, Marc                        | Une croix pour un espion                       |                    | 1972                        |
| 1007     | Braun, M. G.                      | Glenne à la turque                             |                    | 1972                        |
| 1008     | Rank, Claude                      | Les Tueuses de Constance                       |                    | 1972                        |
| 1009     | Nemours, Pierre                   | Le Général passe au falot                      |                    | 1973                        |
| 1010     | Dastier, Dan                      | Les Tabous du Kivu                             |                    | 1973                        |
| 1011     | Revest, Marc                      | Kerala, Kern                                   |                    | 1973                        |
| 1012     | Saint-Moore, Adam                 | Face d'Ange et l'Arme du diable                |                    | 1973                        |
| 1013     | Avril, Marc                       | Ravisseurs et Ravissantes                      |                    | 1973                        |
| 1014     | Arnaud, G. J.                     | Ô combien de marins...                         |                    | 1973                        |
| 1015     | Kenny, Paul                       | Mission Rangoon pour FX 18                     |                    | 1973                        |
| 1016     | Joste, Claude                     | Putschissimo                                   |                    | 1973                        |
| 1017     | Caroff, André                     | Bonder grille le stop                          |                    | 1973                        |
| 1018     | Ribes, F. H.                      | Lecomte, Amour et Mafia                        |                    | 1972                        |
| 1019     | Arno, Marc                        | Un espion sur le Nil                           |                    | 1973                        |
| 1020     | Conty, Jean-Pierre                | Monsieur Suzuki a les mains rouges             |                    | 1973                        |
| 1021     | Laforest, Serge                   | Gaunce et les Voleurs de cerveaux              |                    | 1973                        |
| 1022     | Rank, Claude                      | Les Jolies Bombes d'Okinawa                    |                    | 1973                        |
| 1023     | Cooper, Mike                      | Réduit au silence                              |                    | 1973                        |
| 1024     | Arnaud, G. J.                     | Le Commander et les Spectres                   |                    | 1973                        |
| 1025     | Chabrey, François                 | Matt flambe à Caracas                          |                    | 1973                        |
| 1026     | Courcel, Pierre                   | Le Délégué à Mexico                            |                    | 1973                        |
| 1027     | Revest, Marc                      | Kern, la Bourse et la Vie                      |                    | 1973                        |
| 1028     | Nemours, Pierre                   | Le Général et les Tueurs de Kali               |                    | 1973                        |
| 1029     | Kenny, Paul                       | Un diplomate nommé Coplan                      |                    | 1973                        |
| 1030     | Joste, Claude                     | Intox circus                                   |                    | 1973                        |
| 1031     | Dastier, Dan                      | Caraïbes-poker                                 |                    | 1973                        |
| 1032     | Conty, Jean-Pierre                | Les Pantins de Monsieur Suzuki                 |                    | 1973                        |
| 1033     | Braun, M. G.                      | Code Baltique                                  |                    | 1973                        |
| 1034     | Faller, Roger                     | Sous-sol majeur                                |                    | 1973                        |
| 1035     | Arno, Marc                        | Le Matin des espions                           |                    | 1973                        |
| 1036     | Rank, Claude                      | Nous n'irons plus à Kampala                    |                    | 1973                        |
| 1037     | Ribes, F. H.                      | Lecomte a bien l'honneur                       |                    | 1973                        |
| 1038     | Chabrey, François                 | Matt fonce dans le noir                        |                    | 1973                        |
| 1039     | Courcel, Pierre                   | Les Atouts du Délégué                          |                    | 1973                        |
| 1040     | Nemours, Pierre                   | Sauvez l'Irlande, Général !                    |                    | 1973                        |
| 1041     | Revest, Marc                      | Corrida pour Kern                              |                    | 1973                        |
| 1042     | Saint-Moore, Adam                 | Face d'Ange et le Dieu vivant                  |                    | 1973                        |
| 1043     | Kenny, Paul                       | Singapour appelle Coplan                       |                    | 1973                        |
| 1044     | Avril, Marc                       | Avril sur orbite                               |                    | 1973                        |
| 1045     | Arnaud, G. J.                     | Compagnons de sang                             |                    | 1973                        |
| 1046     | Caroff, André                     | Bonder en filigrane                            |                    | 1973                        |
| 1047     | Dastier, Dan                      | Coup de main à la kurde                        |                    | 1973                        |
| 1048     | Chabrey, François                 | Matt attaque Germania-E                        |                    | 1973                        |
| 1049     | Arno, Marc                        | La Gondole aux espions                         |                    | 1973                        |
| 1050     | Rank, Claude                      | Vietnam à vendre                               |                    | 1973                        |
| 1051     | Ribes, F. H.                      | Lecomte garde le tempo                         |                    | 1973                        |
| 1052     | Faller, Roger                     | L'Arme du diable                               |                    | 1973                        |
| 1053     | Conty, Jean-Pierre                | Monsieur Suzuki tombe de haut                  |                    | 1973                        |
| 1054     | Revest, Marc                      | Kern sauve le fauve                            |                    | 1973                        |
| 1055     | Rank, Claude                      | L'Escadron rouge                               |                    | 1973                        |
| 1056     | Braun, M. G.                      | Maîtres à tuer                                 |                    | 1973                        |
| 1057     | Arno, Marc                        | Trois espions dans les sables                  |                    | 1973                        |
| 1058     | Chabrey, François                 | Une tornade pour Matt                          |                    | 1973                        |
| 1059     | Courcel, Pierre                   | Piégez le Délégué                              |                    | 1973                        |
| 1060     | Ribes, F. H.                      | KB-09 section "K"                              |                    | 1973                        |
| 1061     | Saint-Moore, Adam                 | Un coup tordu pour Face d'Ange                 |                    | 1973                        |
| 1062     | Rank, Claude                      | Les Six gueules d'Amérique                     |                    | 1973                        |
| 1063     | Revest, Marc                      | Psy... Kernalyse                               |                    | 1973                        |
| 1064     | Arnaud, G. J.                     | Le Commander et la Voyante                     |                    | 1973                        |
| 1065     | Nemours, Pierre                   | Le Général et les Affreuses                    |                    | 1973                        |
| 1066     | Joste, Claude                     | Inter-services deuil                           |                    | 1973                        |
| 1067     | Caroff, André                     | Bonder en solo                                 |                    | 1973                        |
| 1068     | Conty, Jean-Pierre                | Monsieur Suzuki et le Dosser ADZ               |                    | 1973                        |
| 1069     | Ribes, F. H.                      | Coup de sang pour Lecomte                      |                    | 1973                        |
| 1070     | Chabrey, François                 | Matt sur le toit du monde                      |                    | 1973                        |
| 1071     | Arnaud, G. J.                     | Pour mémoire, Commander                        |                    | 1973                        |
| 1072     | Braun, M. G.                      | Elle s'appelait Tily                           |                    | 1973                        |
| 1073     | Caroff, André                     | Bonder et le Blé chinois                       |                    | 1973                        |
| 1074     | Saint-Moore, Adam                 | Face d'Ange et la Grande Panique               |                    | 1974                        |
| 1075     | Rank, Claude                      | Les Cages de Montevideo                        |                    | 1974                        |
| 1076     | Arno, Marc                        | L'Espion condamné                              |                    | 1974                        |
| 1077     | Chabrey, François                 | Nul n'échappe à Matt                           |                    | 1974                        |
| 1078     | Laforest, Serge                   | Les Parapluies de Gaunce                       |                    | 1974                        |
| 1079     | Rank, Claude                      | USS Potemkine                                  |                    | 1974                        |
| 1080     | Conty, Jean-Pierre                | L'Abominable Randonnée de Monsieur Suzuki      |                    | 1974                        |
| 1081     | Dastier, Dan                      | Noël rouge                                     |                    | 1974                        |
| 1082     | Karol, Alix                       | En tout bien toute horreur                     |                    | 1974                        |
| 1083     | Avril, Marc                       | Avrillico presto                               |                    | 1974                        |
| 1084     | Joste, Claude                     | Tant qu'il y aura des dingues                  |                    | 1974                        |
| 1085     | Revest, Marc                      | Kern à la glace                                |                    | 1974                        |
| 1086     | Ribes, F. H.                      | À moi, Lecomte, deux mots                      |                    | 1974                        |
| 1087     | Dastier, Dan                      | Chypre... Accords perdus !                     |                    | 1974                        |
| 1088     | Nemours, Pierre                   | David et le Général                            |                    | 1974                        |
| 1089     | Chabrey, François                 | Matt et l'Honorable Correspondant              |                    | 1974                        |
| 1090     | Courcel, Pierre                   | Le Rapt du Délégué                             |                    | 1974                        |
| 1091     | Revest, Marc                      | Qui berne Kern ?                               |                    | 1974                        |
| 1092     | Hoven, Jacques                    | Un nazi nommé Straub                           |                    | 1974                        |
| 1093     | Karol, Alix                       | Assassin pour tout le monde                    |                    | 1974                        |
| 1094     | Arnaud, G. J.                     | Le Commander et la Tueuse                      |                    | 1974                        |
| 1095     | Conty, Jean-Pierre                | Monsieur Suzuki cherche un homme               |                    | 1974                        |
| 1096     | Arno, Marc                        | Les Espions de l'Acropole                      |                    | 1974                        |
| 1097     | Avril, Marc                       | Radio Avril                                    |                    | 1974                        |
| 1098     | Rank, Claude                      | Mort d'un solitaire                            |                    | 1974                        |
| 1099     | Dastier, Dan                      | Cent lingots pour une guérilla                 |                    | 1974                        |
| 1100     | Saint-Moore, Adam                 | Face d'Ange et les Petits Français             |                    | 1974                        |
| 1101     | Ribes, F. H.                      | Lecomte, le Duc et la Princesse                |                    | 1974                        |
| 1102     | Joste, Claude                     | Requiem pour un sceptique                      |                    | 1974                        |
| 1103     | Conty, Jean-Pierre                | Monsieur Suzuki ne désarme pas                 |                    | 1974                        |
| 1104     | Arnaud, G. J.                     | Le Commander et le Déserteur                   |                    | 1974                        |
| 1105     | Chabrey, François                 | Matt frappe à Cuba                             |                    | 1974                        |
| 1106     | Revest, Marc                      | Le Kern sur la main                            |                    | 1974                        |
| 1107     | Karol, Alix                       | Suicides par contumace                         |                    | 1974                        |
| 1108     | Nemours, Pierre                   | Le Général contre le samouraï                  |                    | 1974                        |
| 1109     | Arno, Marc                        | L'espion conduit le bal                        |                    | 1974                        |
| 1110     | Caroff, André                     | Bonder super-tueur                             |                    | 1974                        |
| 1111     | Courcel, Pierre                   | La Course du Délégué                           |                    | 1974                        |
| 1112     | Dastier, Dan                      | Transfuge-Party...                             |                    | 1974                        |
| 1113     | Laforest, Serge                   | Les Filles de Gaunce                           |                    | 1974                        |
| 1114     | Rank, Claude                      | La Bombe à l'heure du thé                      |                    | 1974                        |
| 1115     | Germont, Michel                   | Week-end à Moscou                              |                    | 1974                        |
| 1116     | Karol, Alix                       | Et cinquante qui font sang                     |                    | 1974                        |
| 1117     | Revest, Marc                      | Ku-Klux-Kern                                   |                    | 1974                        |
| 1118     | Conty, Jean-Pierre                | Monsieur Suzuki suit la filière                |                    | 1974                        |
| 1119     | Chabrey, François                 | Électroniquement vôtre, Matt                   |                    | 1974                        |
| 1120     | Rank, Claude                      | La Petite Femme du Cap                         |                    | 1974                        |
| 1121     | Ribes, F. H.                      | Lecomte brûle le stop                          |                    | 1974                        |
| 1122     | Arnaud, G. J.                     | Les Fossoyeurs de liberté                      |                    | 1974                        |
| 1123     | Joste, Claude                     | Play-back pour un lampiste                     |                    | 1974                        |
| 1124     | Arno, Marc                        | L'Opium des espions                            |                    | 1974                        |
| 1125     | Conty, Jean-Pierre                | Monsieur Suzuki suspect N° 1                   |                    | 1974                        |
| 1126     | Rank, Claude                      | Mourir en applaudissant                        |                    | 1974                        |
| 1127     | Courcel, Pierre                   | Le Délégué passe un marché                     |                    | 1974                        |
| 1128     | Dastier, Dan                      | Opération "Cariatides"                         |                    | 1974                        |
| 1129     | Chabrey, François                 | Du feu, Matt ?                                 |                    | 1974                        |
| 1130     | Karol, Alix                       | Meurs et tais-toi !                            |                    | 1974                        |
| 1131     | Braun, M. G.                      | Sept mille îles                                |                    | 1974                        |
| 1132     | Ribes, F. H.                      | Petit Lecomte et Grand Lama                    |                    | 1974                        |
| 1133     | Rank, Claude                      | La Grande Borde                                |                    | 1974                        |
| 1134     | Arnaud, G. J.                     | Escadron spécial                               |                    | 1974                        |
| 1135     | Avril, Marc                       | Avril et l'Emmerderesse                        |                    | 1974                        |
| 1136     | Evans, Frank                      | Le Sabbat des Papous                           |                    | 1974                        |
| 1137     | Arno, Marc                        | Autopsie d'un espion                           |                    | 1974                        |
| 1138     | Rank, Claude                      | Il pleut des grenades                          |                    | 1974                        |
| 1139     | Caroff, André                     | Bonder et ses loups                            |                    | 1974                        |
| 1140     | Conty, Jean-Pierre                | Monsieur Suzuki déchire le voile               |                    | 1974                        |
| 1141     | Caroff, André                     | Bonder lève le rideau                          |                    | 1974                        |
| 1142     | Chabrey, François                 | Matt et le Canard laqué                        |                    | 1974                        |
| 1143     | Dastier, Dan                      | Orages sur Bangkok                             |                    | 1974                        |
| 1144     | Courcel, Pierre                   | Une blonde pour le Délégué                     |                    | 1974                        |
| 1145     | Rank, Claude                      | La Fille pendue                                |                    | 1974                        |
| 1146     | Arno, Marc                        | L'Archipel aux espions                         |                    | 1974                        |
| 1147     | Laforest, Serge                   | Gaunce et le Triangle de la mort               |                    | 1974                        |
| 1148     | Karol, Alix                       | Garanti sur fracture                           |                    | 1974                        |
| 1149     | Caroff, André                     | Bonder dénude la Madone                        |                    | 1974                        |
| 1150     | Rank, Claude                      | Les Sirènes de Kidderpore                      |                    | 1974                        |
| 1151     | Conty, Jean-Pierre                | Nuits chaudes pour Monsieur Suzuki             |                    | 1974                        |
| 1152     | Ribes, F. H.                      | Pour solde de tout... Lecomte                  |                    | 1974                        |
| 1153     | Nemours, Pierre                   | Le Général à Singapour                         |                    | 1974                        |
| 1154     | Braun, M. G.                      | La Fille des Andes                             |                    | 1974                        |
| 1155     | Avril, Marc                       | Avril, Délices et Orgues                       |                    | 1974                        |
| 1156     | Chabrey, François                 | Matt lutte en Suisse                           |                    | 1974                        |
| 1157     | Karol, Alix                       | Nous avons les moyens de vous faire parler     |                    | 1974                        |
| 1158     | Joste, Claude                     | La Grande Farce                                |                    | 1974                        |
| 1159     | Revest, Marc                      | Atout Kern                                     |                    | 1974                        |
| 1160     | Arno, Marc                        | L'espion meurt seul                            |                    | 1974                        |
| 1161     | Arnaud, G. J.                     | Smog pour le Commander                         |                    | 1974                        |
| 1162     | Courcel, Pierre                   | Les Comptes du Délégué                         |                    | 1974                        |
| 1163     | Conty, Jean-Pierre                | Monsieur Suzuki entre dans la danse            |                    | 1974                        |
| 1164     | Revest, Marc                      | Anar... Kern                                   |                    | 1974                        |
| 1165     | Rank, Claude                      | Le Septième camion                             |                    | 1974                        |
| 1166     | Trey, Henry                       | Jupiter lâche sa foudre                        |                    | 1974                        |
| 1167     | Chabrey, François                 | Matt et l'Ostpolitik                           |                    | 1974                        |
| 1168     | Nemours, Pierre                   | Bienvenue à Miami, Général                     |                    | 1975                        |
| 1169     | Joste, Claude                     | La Pince                                       |                    | 1975                        |
| 1170     | Laforest, Serge                   | Gaunce et l'Écorché vif                        |                    | 1975                        |
| 1171     | Arno, Marc                        | L'Espion sans nom                              |                    | 1975                        |
| 1172     | Courcel, Pierre                   | Casse-tête pour le Délégué                     |                    | 1975                        |
| 1173     | Caroff, André                     | Bonder en duplex                               |                    | 1975                        |
| 1174     | Revest, Marc                      | La Came à Kern                                 |                    | 1975                        |
| 1175     | Dastier, Dan                      | La Blonde d'Istanbul                           |                    | 1975                        |
| 1176     | Karol, Alix                       | Objets violents non identifiés                 |                    | 1975                        |
| 1177     | Conty, Jean-Pierre                | Qui va trahir ?                                |                    | 1975                        |
| 1178     | Ribes, F. H.                      | Lecomte creuse sa tombe                        |                    | 1975                        |
| 1179     | Chabrey, François                 | "Torpédos" contre Matt                         |                    | 1975                        |
| 1180     | Rank, Claude                      | La Reine des truies                            |                    | 1975                        |
| 1181     | Caroff, André                     | Bonderscopie                                   |                    | 1975                        |
| 1182     | Chabrey, François                 | Matt coiffe Panama                             |                    | 1975                        |
| 1183     | Arnaud, G. J.                     | Le Commander et le Vigile                      |                    | 1975                        |
| 1184     | Nemours, Pierre                   | Le Général chez les Canaques                   |                    | 1975                        |
| 1185     | Arno, Marc                        | "S" comme espion                               |                    | 1975                        |
| 1186     | Hoven, Jacques                    | Seppuku                                        |                    | 1975                        |
| 1187     | Detis, Jean                       | Les Chevaux du vent                            |                    | 1975                        |
| 1188     | Ribes, F. H.                      | In memoriam Lecomte                            |                    | 1975                        |
| 1189     | Chabrey, François                 | Matt gèle en Alaska                            |                    | 1975                        |
| 1190     | Dastier, Dan                      | Coup de soleil pour Frank Warden               |                    | 1975                        |
| 1191     | Faller, Roger                     | De plein fouet                                 |                    | 1975                        |
| 1192     | Joste, Claude                     | La morgue affiche complet                      |                    | 1975                        |
| 1193     | Rank, Claude                      | Les Incendiaires                               |                    | 1975                        |
| 1194     | Conty, Jean-Pierre                | Mission impossible pour Monsieur Suzuki        |                    | 1975                        |
| 1195     | Clauzel, Robert                   | Rendez-vous à Bogazkale                        |                    | 1975                        |
| 1196     | Arnaud, G. J.                     | Trio infernal pour le Commander                |                    | 1975                        |
| 1197     | Karol, Alix                       | Comment mourir sans se fatiguer                |                    | 1975                        |
| 1198     | Arno, Marc                        | Les Espions du bout du monde                   |                    | 1975                        |
| 1199     | Laforest, Serge                   | Le Cirque de Gaunce                            |                    | 1975                        |
| 1200     | Braun, M. G.                      | Du côté de Khartoum                            |                    | 1975                        |
| 1201     | Rank, Claude                      | Hullabaloo !                                   |                    | 1975                        |
| 1202     | Ribes, F. H.                      | Lecomte... échec au diable                     |                    | 1975                        |
| 1203     | Avril, Marc                       | Avril et le Diable                             |                    | 1975                        |
| 1204     | Joste, Claude                     | Le Sixième corps                               |                    | 1975                        |
| 1205     | Karol, Alix                       | Sexécution capitale                            |                    | 1975                        |
| 1206     | Caroff, André                     | Bonder and C°                                  |                    | 1975                        |
| 1207     | Rank, Claude                      | Le Serment de Shannon                          |                    | 1975                        |
| 1208     | Conty, Jean-Pierre                | Horizons fantastiques pour Monsieur Suzuki     |                    | 1975                        |
| 1209     | Chabrey, François                 | Matt perd la face                              |                    | 1975                        |
| 1210     | Arnaud, G. J.                     | Le Moine d'Asmara                              |                    | 1975                        |
| 1211     | Courcel, Pierre                   | Le Délégué et les Ombres noires                |                    | 1975                        |
| 1212     | Faller, Roger                     | Post mortem                                    |                    | 1975                        |
| 1213     | Revest, Marc                      | Kern à la Tortue                               |                    | 1975                        |
| 1214     | Nemours, Pierre                   | Le Général tire le glaive                      |                    | 1975                        |
| 1215     | Ribes, F. H.                      | Lecomte et les Zapatéros                       |                    | 1975                        |
| 1216     | Rank, Claude                      | Rio Merda                                      |                    | 1975                        |
| 1217     | Trey, Henry                       | Les Colères de Jupiter                         |                    | 1975                        |
| 1218     | Chabrey, François                 | Matt salue le Bosphore                         |                    | 1975                        |
| 1219     | Courcel, Pierre                   | La Revanche du Délégué                         |                    | 1975                        |
| 1220     | Arno, Marc                        | L'Autre Espion                                 |                    | 1975                        |
| 1221     | Braun, M. G.                      | Sur un air de viole                            |                    | 1975                        |
| 1222     | Conty, Jean-Pierre                | Suzuki contre ISA                              |                    | 1975                        |
| 1223     | Rank, Claude                      | La Guerre du seigneur                          |                    | 1975                        |
| 1224     | Karol, Alix                       | Au maléfice du doute                           |                    | 1975                        |
| 1225     | Caroff, André                     | Bonder crève l'écran                           |                    | 1975                        |
| 1226     | Conty, Jean-Pierre                | Les Armes secrètes de Monsieur Suzuki          |                    | 1975                        |
| 1227     | Dastier, Dan                      | Un château en Espagne                          |                    | 1975                        |
| 1228     | Saint-Moore, Adam                 | Un désert pour Face d'Ange                     |                    | 1975                        |
| 1229     | Rank, Claude                      | La Maréchale                                   |                    | 1975                        |
| 1230     | Ribes, F. H.                      | Lecomte... sang et or                          |                    | 1975                        |
| 1231     | Nemours, Pierre                   | Le Général et le Roi Midas                     |                    | 1976                        |
| 1232     | Revest, Marc                      | Kern au Madère                                 |                    | 1976                        |
| 1233     | Courcel, Pierre                   | Nuit chaude pour le Délégué                    |                    | 1976                        |
| 1234     | Arnaud, G. J.                     | Du blé pour le Commander                       |                    | 1976                        |
| 1235     | Chabrey, François                 | Matt piège Piotr                               |                    | 1976                        |
| 1236     | Arno, Marc                        | Espions en perdition                           |                    | 1976                        |
| 1237     | Avril, Marc                       | Avril et l'Année sainte                        |                    | 1976                        |
| 1238     | Chabrey, François                 | Matt mate l'atome                              |                    | 1976                        |
| 1239     | Conty, Jean-Pierre                | Suzuki contre X                                |                    | 1976                        |
| 1240     | Dastier, Dan                      | Un missile pour Warden                         |                    | 1976                        |
| 1241     | Joste, Claude                     | Café-philtre                                   |                    | 1976                        |
| 1242     | Revest, Marc                      | Ainsi font, font, font...                      |                    | 1976                        |
| 1243     | Rank, Claude                      | La Gloire de Sapporo                           |                    | 1976                        |
| 1244     | Saint-Moore, Adam                 | Face d'Ange, la Dame et l'Ogre                 |                    | 1976                        |
| 1245     | Revest, Marc                      | Passe-passe                                    |                    | 1976                        |
| 1246     | Arnaud, G. J.                     | Agonie pour une capitale                       |                    | 1976                        |
| 1247     | Avril, Marc                       | Faites l'Avril, pas la guerre                  |                    | 1976                        |
| 1248     | Arno, Marc                        | Signes particuliers : espion                   |                    | 1976                        |
| 1249     | Caroff, André                     | Bonder riposte                                 |                    | 1976                        |
| 1250     | Courcel, Pierre                   | Les Cibles du Délégué                          |                    | 1976                        |
| 1251     | Conty, Jean-Pierre                | Monsieur Suzuki chasse le grand fauve          |                    | 1976                        |
| 1252     | Karol, Alix                       | French con-con                                 |                    | 1976                        |
| 1253     | Joste, Claude                     | Au vent des remblas                            |                    | 1976                        |
| 1254     | Chabrey, François                 | Matt détruit Marty                             |                    | 1976                        |
| 1255     | Ribes, F. H.                      | KB 09-C.I.A.-K.G.B.                            |                    | 1976                        |
| 1256     | Revest, Marc                      | Croque-Mikern                                  |                    | 1976                        |
| 1257     | Rank, Claude                      | L'Enfer pour demain                            |                    | 1976                        |
| 1258     | Caroff, André                     | Bonder "opération magie"                       |                    | 1976                        |
| 1259     | Nemours, Pierre                   | Un appel de Kinshasa, Général !                |                    | 1976                        |
| 1260     | Courcel, Pierre                   | Le Délégué va jusqu'au bout                    |                    | 1976                        |
| 1261     | Karol, Alix                       | Les Mains aux coquilles                        |                    | 1976                        |
| 1262     | Dastier, Dan                      | Warden fait le mur                             |                    | 1976                        |
| 1263     | Arno, Marc                        | L'Adieu aux espions                            |                    | 1976                        |
| 1264     | Rank, Claude                      | Les Fosses communes                            |                    | 1976                        |
| 1265     | Chabrey, François                 | Matt frappe au "Golden Gate"                   |                    | 1976                        |
| 1266     | Arnaud, G. J.                     | Sorciéres en jean                              |                    | 1976                        |
| 1267     | Caroff, André                     | Bonder et la Marie-Salope                      |                    | 1976                        |
| 1268     | Conty, Jean-Pierre                | L'Espion de Kadena                             |                    | 1976                        |
| 1269     | Joste, Claude                     | T... chèque barré                              |                    | 1976                        |
| 1270     | Trey, Henry                       | By Jove ! Mister Jupiter                       |                    | 1976                        |
| 1271     | Rank, Claude                      | La Juive de Port of Spain                      |                    | 1976                        |
| 1272     | Ribes, F. H.                      | Lecomte et le Triangle magique                 |                    | 1976                        |
| 1273     | Joste, Claude                     | Corée Graphie                                  |                    | 1976                        |
| 1274     | Avril, Marc                       | Le Carnaval d'Avril                            |                    | 1976                        |
| 1275     | Karol, Alix                       | Un chacal des chacaux                          |                    | 1976                        |
| 1276     | Conty, Jean-Pierre                | Projet Cyclope                                 |                    | 1976                        |
| 1277     | Arno, Marc                        | Espions aux enchères                           |                    | 1976                        |
| 1278     | Rank, Claude                      | Priorité rouge                                 |                    | 1976                        |
| 1279     | Chabrey, François                 | Compte à rebours pour Matt                     |                    | 1976                        |
| 1280     | Arnaud, G. J.                     | Aux armes, Commander                           |                    | 1976                        |
| 1281     | Revest, Marc                      | Kern et les Fausses Donnes                     |                    | 1976                        |
| 1282     | Sauvage, Julien                   | Le Jeu du scorpion                             |                    | 1976                        |
| 1283     | Chabrey, François                 | Matt suit "le Pape"                            |                    | 1976                        |
| 1284     | Saint-Moore, Adam                 | Face d'Ange casse le "noyau"                   |                    | 1976                        |
| 1285     | Rank, Claude                      | L'Ange du Missouri                             |                    | 1976                        |
| 1286     | Ribes, F. H.                      | Les Vertiges de Lecomte                        |                    | 1976                        |
| 1287     | Dastier, Dan                      | Warden présente la note                        |                    | 1976                        |
| 1288     | Nemours, Pierre                   | S.O.S. Caraïbes, Général                       |                    | 1976                        |
| 1289     | Conty, Jean-Pierre                | Monsieur Suzuki cherche la faille              |                    | 1976                        |
| 1290     | Rank, Claude                      | Que s'est-il passé au secteur K ?              |                    | 1976                        |
| 1291     | Arnaud, G. J.                     | La Peste aux mille milliards de dents          |                    | 1976                        |
| 1292     | Caroff, André                     | Bonder contre Docteur Astro                    |                    | 1976                        |
| 1293     | Chabrey, François                 | Matt confond la "Bundeswehr"                   |                    | 1976                        |
| 1294     | Revest, Marc                      | Kernoscopie                                    |                    | 1976                        |
| 1295     | Germont, Michel                   | Week-end à Berlin                              |                    | 1976                        |
| 1296     | Arno, Marc                        | L'Espion d'argile                              |                    | 1976                        |
| 1297     | Ribes, F. H.                      | Lecomte et le Faux Messie                      |                    | 1976                        |
| 1298     | Rank, Claude                      | Requiem pour Managua                           |                    | 1976                        |
| 1299     | Sauvage, Julien                   | Le Tueur d'Amsterdam                           |                    | 1976                        |
| 1300     | Braun, M. G.                      | À la sainte Sophie                             |                    | 1976                        |
| 1301     | Karol, Alix                       | Los Ringardos                                  |                    | 1976                        |
| 1302     | Conty, Jean-Pierre                | Vacances rouges pour Monsieur Suzuki           |                    | 1976                        |
| 1303     | Courcel, Pierre                   | Le Délégué limite les dégâts                   |                    | 1976                        |
| 1304     | Joste, Claude                     | Le Cas Anderson                                |                    | 1976                        |
| 1305     | Dastier, Dan                      | Les Chinoiseries de Frank Warden               |                    | 1976                        |
| 1306     | Arno, Marc                        | Trouvez l'espion                               |                    | 1976                        |
| 1307     | Ribes, F. H.                      | Lecomte objectif O.V.N.I.                      |                    | 1976                        |
| 1308     | Karol, Alix                       | O.T.A.N. en emporte le vent                    |                    | 1976                        |
| 1309     | Avril, Marc                       | Rival d'Avril                                  |                    | 1976                        |
| 1310     | Caron, Richard                    | Symphonie mexicaine                            |                    | 1977                        |
| 1311     | Saint-Moore, Adam                 | Face d'Ange et la Chasse à l'éléphant          |                    | 1977                        |
| 1312     | Chabrey, François                 | Matt court-circuite l'O.U.A.                   |                    | 1977                        |
| 1313     | Rank, Claude                      | Les Loups en flammes                           |                    | 1977                        |
| 1314     | Revest, Marc                      | Pas de vagues dans le canal                    |                    | 1977                        |
| 1315     | Avril, Marc                       | Images de Marc                                 |                    | 1977                        |
| 1316     | Caroff, André                     | Bonder "Mach 3"                                |                    | 1977                        |
| 1317     | Rank, Claude                      | Le Complot de Panama                           |                    | 1977                        |
| 1318     | Conty, Jean-Pierre                | Les Fanatiques                                 |                    | 1977                        |
| 1319     | Joste, Claude                     | La Chanson de Sam                              |                    | 1977                        |
| 1320     | Nemours, Pierre                   | Le Général et les Pêcheurs d'Islande           |                    | 1977                        |
| 1321     | Courcel, Pierre                   | Jouez serré, Délégué !                         |                    | 1977                        |
| 1322     | Chabrey, François                 | Matt retrouve ses ancêtres                     |                    | 1977                        |
| 1323     | Conty, Jean-Pierre                | Monsieur Suzuki récolte la tempête             |                    | 1977                        |
| 1324     | Karol, Alix                       | Y'a un Turc                                    |                    | 1977                        |
| 1325     | Revest, Marc                      | Zeus de Kern                                   |                    | 1977                        |
| 1326     | Ribes, F. H.                      | Lecomte... opération chantage                  |                    | 1977                        |
| 1327     | Dastier, Dan                      | Frank Warden et les Trois grâces               |                    | 1977                        |
| 1328     | Arno, Marc                        | Deux espions sur la piste                      |                    | 1977                        |
| 1329     | Chabrey, François                 | Matt rôde en Rhodésie                          |                    | 1977                        |
| 1330     | Arnaud, G. J.                     | Le Commander enterre la hache                  |                    | 1977                        |
| 1331     | Ribes, F. H.                      | Allah est grand... Lecomte aussi               |                    | 1977                        |
| 1332     | Braun, M. G.                      | Après toi la Révolution                        |                    | 1977                        |
| 1333     | Nemours, Pierre                   | Le Général et les Doubles Croches              |                    | 1977                        |
| 1334     | Dastier, Dan                      | La Grande Colère de Warden                     |                    | 1977                        |
| 1335     | Rank, Claude                      | Concorde demain soir                           |                    | 1977                        |
| 1336     | Courcel, Pierre                   | L'Otage du Délégué                             |                    | 1977                        |
| 1337     | Saint-Moore, Adam                 | Face d'Ange dans le cercle magique             |                    | 1977                        |
| 1338     | Conty, Jean-Pierre                | Monsieur Suzuki sur la sellette                |                    | 1977                        |
| 1339     | Revest, Marc                      | Cache-Kern                                     |                    | 1977                        |
| 1340     | Caroff, André                     | Bonder bondérise l'éclopé                      |                    | 1977                        |
| 1341     | Rank, Claude                      | Samedi à l'aube                                |                    | 1977                        |
| 1342     | Chabrey, François                 | Matt à mort                                    |                    | 1977                        |
| 1343     | Braun, M. G.                      | L'Incorrigible                                 |                    | 1977                        |
| 1344     | Arnaud, G. J.                     | Alternative mortelle                           |                    | 1977                        |
| 1345     | Karol, Alix                       | Des égouts et des couleurs                     |                    | 1977                        |
| 1346     | Arno, Marc                        | Espions et Compagnie                           |                    | 1977                        |
| 1347     | Joste, Claude                     | À chacun sa chance                             |                    | 1977                        |
| 1348     | Avril, Marc                       | Avril joue la dame                             |                    | 1977                        |
| 1349     | Ribes, F. H.                      | Coup franc pour Lecomte                        |                    | 1977                        |
| 1350     | Germont, Michel                   | Week-end à Jérusalem                           |                    | 1977                        |
| 1351     | Revest, Marc                      | Kern et la Ballerine                           |                    | 1977                        |
| 1352     | Sauvage, Julien                   | Coup pourri                                    |                    | 1977                        |
| 1353     | Chabrey, François                 | Matt à tout va                                 |                    | 1977                        |
| 1354     | Conty, Jean-Pierre                | Monsieur Suzuki à Miami                        |                    | 1977                        |
| 1355     | Rank, Claude                      | L'Architraître                                 |                    | 1977                        |
| 1356     | Ribes, F. H.                      | Lecomte... destruction en chaîne               |                    | 1977                        |
| 1357     | Caroff, André                     | Bonder mission suicide                         |                    | 1977                        |
| 1358     | Noro, Fred                        | Le Vicomte est revenu                          |                    | 1977                        |
| 1359     | Arnaud, G. J.                     | Peur blanche pour le Commander                 |                    | 1977                        |
| 1360     | Trey, Henry                       | Jupiter prend la mouche                        |                    | 1977                        |
| 1361     | Joste, Claude                     | Des fleurs pour la couronne                    |                    | 1977                        |
| 1362     | Courcel, Pierre                   | Qui triche, délégué ?                          |                    | 1977                        |
| 1363     | Rank, Claude                      | Libéria, Libéria chéri...                      |                    | 1977                        |
| 1364     | Revest, Marc                      | Kern dans le triangle d'or                     |                    | 1977                        |
| 1365     | Jacquemard, Serge                 | Hécatombe dans l'ombre                         |                    | 1977                        |
| 1366     | Conty, Jean-Pierre                | Monsieur Suzuki dans le labyrinthe             |                    | 1977                        |
| 1367     | Dastier, Dan                      | Cocktail cubain                                |                    | 1977                        |
| 1368     | Chabrey, François                 | Matt retrouve "Tomcat"                         |                    | 1977                        |
| 1369     | Nemours, Pierre                   | Le Général et les Squatters de l’Équateur      |                    | 1977                        |
| 1370     | Rank, Claude                      | Pont de la Gitane noire                        |                    | 1977                        |
| 1371     | Arnaud, G. J.                     | Le Gaucho de Munich                            |                    | 1977                        |
| 1372     | Karol, Alix                       | L'Espion qui souffrait du froid                |                    | 1977                        |
| 1373     | Courcel, Pierre                   | Le Délégué et l'Insaisissable                  |                    | 1977                        |
| 1374     | Avril, Marc                       | Avril au pouvoir                               |                    | 1977                        |
| 1375     | Mazarin, Jean                     | Du côté de Sarajevo                            |                    | 1977                        |
| 1376     | Conty, Jean-Pierre                | Monsieur Suzuki et le Pape rouge               |                    | 1977                        |
| 1377     | Revest, Marc                      | Berliner Kern                                  |                    | 1977                        |
| 1378     | Dastier, Dan                      | Warden tue le médiateur                        |                    | 1977                        |
| 1379     | Braun, M. G.                      | Monsieur Colt                                  |                    | 1977                        |
| 1380     | Caroff, André                     | Bonder et la Poupée russe                      |                    | 1977                        |
| 1381     | Ribes, F. H.                      | Lecomte... Météo sur commande                  |                    | 1977                        |
| 1382     | Arno, Marc                        | Espions en accusation                          |                    | 1977                        |
| 1383     | Rank, Claude                      | Coup bas pour une grève                        |                    | 1977                        |
| 1384     | Karol, Alix                       | L’Évangile selon moi-même                      |                    | 1977                        |
| 1385     | Arnaud, G. J.                     | Subversive club                                |                    | 1977                        |
| 1386     | Chabrey, François                 | Matt attise le volcan                          |                    | 1977                        |
| 1387     | Conty, Jean-Pierre                | Les Contre-mesures de Monsieur Suzuki          |                    | 1978                        |
| 1388     | Courcel, Pierre                   | Les Transfuges du délégué                      |                    | 1978                        |
| 1389     | Avril, Marc                       | Requiem d'Avril                                |                    | 1978                        |
| 1390     | Nemours, Pierre                   | Vive l'écologie, général                       |                    | 1978                        |
| 1391     | Ribes, F. H.                      | Lecomte mène la danse                          |                    | 1978                        |
| 1392     | Jacquemard, Serge                 | Massacre pour un espion mort                   |                    | 1978                        |
| 1393     | Caroff, André                     | Bonder connexion 12                            |                    | 1978                        |
| 1394     | Germont, Michel                   | Le Revenant de la Baltique                     |                    | 1978                        |
| 1395     | Rank, Claude                      | L'Ennemi de Séoul                              |                    | 1978                        |
| 1396     | Evans, Frank                      | L'Arnaque rouge                                |                    | 1978                        |
| 1397     | Arno, Marc                        | L'Heure des espions                            |                    | 1978                        |
| 1398     | Karol, Alix                       | Il ne faut pas vendre la peau de l'URSS        |                    | 1978                        |
| 1399     | Arnaud, G. J.                     | Le Mauve sied au Commander                     |                    | 1978                        |
| 1400     | Chabrey, François                 | Matt et la Guerre dans l'espace                |                    | 1978                        |
| 1401     | Nemours, Pierre                   | Le Général dans l'enfer vert                   |                    | 1978                        |
| 1402     | Joste, Claude                     | Le Rat dans la nasse                           |                    | 1978                        |
| 1403     | Dastier, Dan                      | Nuits rouges sur le Bosphore                   |                    | 1978                        |
| 1404     | Conty, Jean-Pierre                | Signé Suzuki                                   |                    | 1978                        |
| 1405     | Rank, Claude                      | Un caillou pour la gloire                      |                    | 1978                        |
| 1406     | Chabrey, François                 | Matt rencontre Matt                            |                    | 1978                        |
| 1407     | Caroff, André                     | Bonder recolle les morceaux                    |                    | 1978                        |
| 1408     | Courcel, Pierre                   | Le Délégué se méfie                            |                    | 1978                        |
| 1409     | Rank, Claude                      | Le Commando de Slovénie                        |                    | 1978                        |
| 1410     | Avril, Marc                       | Avril et les Onze mille vierges                |                    | 1978                        |
| 1411     | Ribes, F. H.                      | Double piège pour Lecomte                      |                    | 1978                        |
| 1412     | Mazarin, Jean                     | Au-delà des dunes                              |                    | 1978                        |
| 1413     | Noro, Fred                        | Tue, Vicomte                                   |                    | 1978                        |
| 1414     | Arnaud, G. J.                     | Le Lait de la violence                         |                    | 1978                        |
| 1415     | Dastier, Dan                      | Warden sauve le plan                           |                    | 1978                        |
| 1416     | Arno, Marc                        | Espions à retardement                          |                    | 1978                        |
| 1417     | Revest, Marc                      | La Java de Kern                                |                    | 1978                        |
| 1418     | Conty, Jean-Pierre                | Monsieur Suzuki chasse l'oiseau rare           |                    | 1978                        |
| 1419     | Chabrey, François                 | Matt opère à Cheyenne                          |                    | 1978                        |
| 1420     | Revest, Marc                      | Kern rencontre le Boss                         |                    | 1978                        |
| 1421     | Jacquemard, Serge                 | Machiavel s'est fait espion                    |                    | 1978                        |
| 1422     | Rank, Claude                      | Les Faucons sortent de l'ombre                 |                    | 1978                        |
| 1423     | Dastier, Dan                      | Vol 315                                        |                    | 1978                        |
| 1424     | Joste, Claude                     | La Faille dans l'ombre                         |                    | 1978                        |
| 1425     | Noro, Fred                        | Le Vicomte et le Gendarme                      |                    | 1978                        |
| 1426     | Chabrey, François                 | Matt domine Zeus                               |                    | 1978                        |
| 1427     | Caron, Richard                    | TTX 75 Guerre et peste                         |                    | 1978                        |
| 1428     | Arnaud, G. J.                     | Coupe sanglante pour le Commander              |                    | 1978                        |
| 1429     | Braun, M. G.                      | Où sont les lions ?                            |                    | 1978                        |
| 1430     | Caroff, André                     | Bonder en péril                                |                    | 1978                        |
| 1431     | Rank, Claude                      | La Petite Hyène du soir                        |                    | 1978                        |
| 1432     | Mazarin, Jean                     | Safari-tueurs                                  |                    | 1978                        |
| 1433     | Saint-Moore, Adam                 | Un complot pour Face d'Ange                    |                    | 1978                        |
| 1434     | Conty, Jean-Pierre                | Docteur Suzuki et Monsieur Hyde                |                    | 1978                        |
| 1435     | Ribes, F. H.                      | Allô Lecomte... Soyouz 23 ne répond plus       |                    | 1978                        |
| 1436     | Chabrey, François                 | Matt rompt la glace                            |                    | 1978                        |
| 1437     | Avril, Marc                       | Étrennes d'Avril                               |                    | 1978                        |
| 1438     | Joste, Claude                     | Polonaise en raid majeur                       |                    | 1978                        |
| 1439     | Carnal, Michel                    | Le Négociateur                                 |                    | 1978                        |
| 1440     | Nemours, Pierre                   | Le Général et l'Anti-Babel                     |                    | 1978                        |
| 1441     | Ribes, F. H.                      | Drôle de cirque pour Lecomte                   |                    | 1978                        |
| 1442     | Courcel, Pierre                   | La Parade du délégué                           |                    | 1978                        |
| 1443     | Rank, Claude                      | Lola von Bismarck                              |                    | 1978                        |
| 1444     | Conty, Jean-Pierre                | Monsieur Suzuki entre deux feux                |                    | 1978                        |
| 1445     | Dastier, Dan                      | Opération Barracuda                            |                    | 1978                        |
| 1446     | Revest, Marc                      | Cocody Kern                                    |                    | 1978                        |
| 1447     | Caron, Richard                    | Le Coup de Djerba                              |                    | 1978                        |
| 1448     | Evans, Frank                      | Le Carnaval des transfuges                     |                    | 1978                        |
| 1449     | Rank, Claude                      | Trucks sur l'Orient-Express                    |                    | 1978                        |
| 1450     | Nemours, Pierre                   | Le Général contre les brigades rouges          |                    | 1978                        |
| 1451     | Caroff, André                     | Bonder dans l'engrenage                        |                    | 1978                        |
| 1452     | Revest, Marc                      | La Fille de Kern                               |                    | 1978                        |
| 1453     | Jacquemard, Serge                 | Espion à en mourir                             |                    | 1978                        |
| 1454     | Chabrey, François                 | Matt découvre l'étalon                         |                    | 1978                        |
| 1455     | Rank, Claude                      | L'Amiral noir                                  |                    | 1978                        |
| 1456     | Ribes, F. H.                      | Lecomte ne fait pas de cadeaux                 |                    | 1979                        |
| 1457     | Dastier, Dan                      | Warden et l'Alliance brisée                    |                    | 1979                        |
| 1458     | Rank, Claude                      | Danse des crabes à Chittagong                  |                    | 1979                        |
| 1459     | Avril, Marc                       | Avril à l'asile                                |                    | 1979                        |
| 1460     | Jacquemard, Serge                 | Espions section sexe                           |                    | 1979                        |
| 1461     | Arnaud, G. J.                     | Le Couple inquiet de Montréal                  |                    | 1979                        |
| 1462     | Carnal, Michel                    | Les Enfants du créateur                        |                    | 1979                        |
| 1463     | Joste, Claude                     | Le Clan des cloportes                          |                    | 1979                        |
| 1464     | Caroff, André                     | Bonder stade Zombi 4                           |                    | 1979                        |
| 1465     | Rank, Claude                      | Six phares d'acier                             |                    | 1979                        |
| 1466     | Conty, Jean-Pierre                | Les Gadgets de Monsieur Suzuki                 |                    | 1979                        |
| 1467     | Revest, Marc                      | Pièges... à Kern                               |                    | 1979                        |
| 1468     | Chabrey, François                 | Matt et l'Uranium volant                       |                    | 1979                        |
| 1469     | Saint-Moore, Adam                 | Un safari pour Face d'Ange                     |                    | 1979                        |
| 1470     | Courcel, Pierre                   | Le Délégué dans la mêlée                       |                    | 1979                        |
| 1471     | Arno, Marc                        | L'Espion rentre en Seine                       |                    | 1979                        |
| 1472     | Noro, Fred                        | Écoute, Vicomte                                |                    | 1979                        |
| 1473     | Caroff, André                     | Les Carnassiers                                |                    | 1979                        |
| 1474     | Revest, Marc                      | Le Bacille de Kern                             |                    | 1979                        |
| 1475     | Rank, Claude                      | Pour 10 000 chiens crevés                      |                    | 1979                        |
| 1476     | Saint-Moore, Adam                 | Face d'Ange fait échec à la dame               |                    | 1979                        |
| 1477     | Joste, Claude                     | Vacances roumaines                             |                    | 1979                        |
| 1478     | Chabrey, François                 | Matt vole Concorde                             |                    | 1979                        |
| 1479     | Conty, Jean-Pierre                | Sursis pour un massacre                        |                    | 1979                        |
| 1480     | Rank, Claude                      | Les Canons de Takarazuka                       |                    | 1979                        |
| 1481     | Avril, Marc                       | Bondieu d'Avril                                |                    | 1979                        |
| 1482     | Nemours, Pierre                   | Le Général et les Petites Chinoises            |                    | 1979                        |
| 1483     | Arnaud, G. J.                     | Pas de miracle pour le Commander               |                    | 1979                        |
| 1484     | Dastier, Dan                      | Croisière pour un otage                        |                    | 1979                        |
| 1485     | Rank, Claude                      | Mission en Prusse rouge                        |                    | 1979                        |
| 1486     | Joste, Claude                     | Balade irlandaise                              |                    | 1979                        |
| 1487     | Caroff, André                     | Bonder top-niveau                              |                    | 1979                        |
| 1488     | Jacquemard, Serge                 | Les coyotes s'en chargeront                    |                    | 1979                        |
| 1489     | Ribes, F. H.                      | Pour Lecomte 2 + 1 = 2                         |                    | 1979                        |
| 1490     | Rank, Claude                      | Néo-vampires à Stalinskaïa                     |                    | 1979                        |
| 1491     | Revest, Marc                      | Kern au caviar                                 |                    | 1979                        |
| 1492     | Arnaud, G. J.                     | Le Vent des morts                              |                    | 1979                        |
| 1493     | Courcel, Pierre                   | Le Délégué et les Femmes voilées               |                    | 1979                        |
| 1494     | Chabrey, François                 | Matt est brillant                              |                    | 1979                        |
| 1495     | Conty, Jean-Pierre                | L'Ombre de Kachira                             |                    | 1979                        |
| 1496     | Dastier, Dan                      | Agent V.T.                                     |                    | 1979                        |
| 1497     | Mazarin, Jean                     | Muerte                                         |                    | 1979                        |
| 1498     | Noro, Fred                        | Cette nuit, Vicomte                            |                    | 1979                        |
| 1499     | Saint-Moore, Adam                 | Face d'Ange et le Dinosaure                    |                    | 1979                        |
| 1500     | Rank, Claude                      | Huit bombes en or                              |                    | 1979                        |
| 1501     | Dastier, Dan                      | Dossier Warden                                 |                    | 1979                        |
| 1502     | Caroff, André                     | La Technique du citron                         |                    | 1979                        |
| 1503     | Joste, Claude                     | La Toile d'araignée                            |                    | 1979                        |
| 1504     | Arnaud, G. J.                     | Président-pourriture                           |                    | 1979                        |
| 1505     | Conty, Jean-Pierre                | Le Congrès des sorcières                       |                    | 1979                        |
| 1506     | Ribes, F. H.                      | Lecomte, feu vert chez les rouges              |                    | 1979                        |
| 1507     | Joste, Claude                     | Les Aveux d'Ellen                              |                    | 1979                        |
| 1508     | Chabrey, François                 | Matt retient le glaive                         |                    | 1979                        |
| 1509     | Avril, Marc                       | Secte d'Avril                                  |                    | 1979                        |
| 1510     | Rank, Claude                      | Saga d'un tombeau de fer                       |                    | 1979                        |
| 1511     | Jacquemard, Serge                 | Azimut 180 pour un espion                      |                    | 1980                        |
| 1512     | Nemours, Pierre                   | Le Général au plateau d'Albion                 |                    | 1980                        |
| 1513     | Chabrey, François                 | Une empreinte vocale pour Matt                 |                    | 1980                        |
| 1514     | Joste, Claude                     | Le Dossier Chambris                            |                    | 1980                        |
| 1515     | Germont, Michel                   | Ombres sur Vienne                              |                    | 1980                        |
| 1516     | Saint-Moore, Adam                 | Face d'Ange et les Archives de Big Daddy       |                    | 1980                        |
| 1517     | Mazarin, Jean                     | Code "Présidente"                              |                    | 1980                        |
| 1518     | Arnaud, G. J.                     | Colonel Dog                                    |                    | 1980                        |
| 1519     | Revest, Marc                      | Profils de Kern                                |                    | 1980                        |
| 1520     | Rank, Claude                      | C.C.K. ou la Gloire au sang                    |                    | 1980                        |
| 1521     | Jacquemard, Serge                 | Espions en marge                               |                    | 1980                        |
| 1522     | Nemours, Pierre                   | Le Général et l'Épervier                       |                    | 1980                        |
| 1523     | Saint-Moore, Adam                 | Face d'Ange chasse le chacal                   |                    | 1980                        |
| 1524     | Evans, Frank                      | Les Éperviers du Sinaï                         |                    | 1980                        |
| 1525     | Rank, Claude                      | Câble central Interamerica                     |                    | 1980                        |
| 1526     | Nemours, Pierre                   | Le Général dans le cyclone                     |                    | 1980                        |
| 1527     | Arnaud, G. J.                     | Les Momies de Mexico                           |                    | 1980                        |
| 1528     | Joste, Claude                     | Un certain Tiburce                             |                    | 1980                        |
| 1529     | Dastier, Dan                      | Opération "Portes ouvertes"                    |                    | 1980                        |
| 1530     | Rank, Claude                      | Les Cercueils bulgares                         |                    | 1980                        |
| 1531     | Chabrey, François                 | Matt traque "Osirak"                           |                    | 1980                        |
| 1532     | Noro, Fred                        | Peut-être demain, Vicomte                      |                    | 1980                        |
| 1533     | Mazarin, Jean                     | Nucléo-Party                                   |                    | 1980                        |
| 1534     | Carnal, Michel                    | La Colère d'Arès                               |                    | 1980                        |
| 1535     | Rank, Claude                      | Les Jaguars                                    |                    | 1980                        |
| 1536     | Jacquemard, Serge                 | La Théorie du cercle                           |                    | 1980                        |
| 1537     | Revest, Marc                      | Kern circuit                                   |                    | 1980                        |
| 1538     | Avril, Marc                       | Après Marx, Marc                               |                    | 1980                        |
| 1539     | Saint-Moore, Adam                 | Face d'Ange n'aime pas la logique              |                    | 1980                        |
| 1540     | Caroff, André                     | Merci les amis                                 |                    | 1980                        |
| 1541     | Chabrey, François                 | Matt perd la tête                              |                    | 1980                        |
| 1542     | Dastier, Dan                      | L'Homme de Tinggi                              |                    | 1980                        |
| 1543     | Germont, Michel                   | La Nasse...                                    |                    | 1980                        |
| 1544     | Caroff, André                     | Bonder donne l'estocade                        |                    | 1980                        |
| 1545     | Rank, Claude                      | Deux torpilles pour Bonnie                     |                    | 1980                        |
| 1546     | Joste, Claude                     | Le Réseau de Rio                               |                    | 1980                        |
| 1547     | Chabrey, François                 | Matt et la Cybernétique                        |                    | 1980                        |
| 1548     | Avril, Marc                       | Avril et les Pêcheurs de perles                |                    | 1980                        |
| 1549     | Caroff, André                     | Six jours de survie                            |                    | 1980                        |
| 1550     | Rank, Claude                      | Tumaco-du-massacre                             |                    | 1980                        |
| 1551     | Arnaud, G. J.                     | Coquelicot-Party                               |                    | 1980                        |
| 1552     | Saint-Moore, Adam                 | Face d'Ange chez l'Empereur                    |                    | 1980                        |
| 1553     | Chabrey, François                 | Matt cabale à Kaboul                           |                    | 1980                        |
| 1554     | Revest, Marc                      | Amazonie Kern                                  |                    | 1980                        |
| 1555     | Rank, Claude                      | Hôtel des vieux aigles                         |                    | 1980                        |
| 1556     | Dastier, Dan                      | La Danse aveugle de Warden                     |                    | 1980                        |
| 1557     | Joste, Claude                     | Estocade à l'Estoril                           |                    | 1980                        |
| 1558     | Arnaud, G. J.                     | Israël, Ô Israël                               |                    | 1980                        |
| 1559     | Chabrey, François                 | Matt et le Taxi 33                             |                    | 1980                        |
| 1560     | Rank, Claude                      | Listes noires                                  |                    | 1980                        |
| 1561     | Avril, Marc                       | Avril et les Ectoplasmes                       |                    | 1980                        |
| 1562     | Dastier, Dan                      | Warden et la Peau de l'ours...                 |                    | 1980                        |
| 1563     | Joste, Claude                     | Le Petit Arpent des neutrons                   |                    | 1980                        |
| 1564     | Ribes, F. H.                      | Lecomte... Apocalypse moins cinq               |                    | 1980                        |
| 1565     | Rank, Claude                      | Flammes de cuivre                              |                    | 1980                        |
| 1566     | Jacquemard, Serge                 | Enrôlez-vous-y en Rhodésie                     |                    | 1981                        |
| 1567     | Rank, Claude                      | La Tanière grise                               |                    | 1981                        |
| 1568     | Evans, Frank                      | Impasse à Cuba                                 |                    | 1981                        |
| 1569     | Ribes, F. H.                      | Lecomte... Échec au Kremlin                    |                    | 1981                        |
| 1570     | Saint-Moore, Adam                 | Face d'Ange chez les Barbudos                  |                    | 1981                        |
| 1571     | Revest, Marc                      | La Fin du monde à Washington                   |                    | 1981                        |
| 1572     | Chabrey, François                 | Le K.G.B. avec Matt                            |                    | 1981                        |
| 1573     | Jacquemard, Serge                 | Le Serpent et l'Héroïne                        |                    | 1981                        |
| 1574     | Rank, Claude                      | La Spirale                                     |                    | 1981                        |
| 1575     | Caroff, André                     | Nous savons des choses que vous ignorez        |                    | 1981                        |
| 1576     | Joste, Claude                     | Vacance diplomatique                           |                    | 1981                        |
| 1577     | Revest, Marc                      | Lisboa-Kern                                    |                    | 1981                        |
| 1578     | Saint-Moore, Adam                 | Face d'Ange et la Désinformation               |                    | 1981                        |
| 1579     | Chabrey, François                 | Matt en or massif                              |                    | 1981                        |
| 1580     | Rank, Claude                      | Le Pacte dynamité                              |                    | 1981                        |
| 1581     | Dastier, Dan                      | Pas de moisson à Guantanamo... Monsieur Warden |                    | 1981                        |
| 1582     | Saint-Moore, Adam                 | Un été romain pour Face d'Ange                 |                    | 1981                        |
| 1583     | Rank, Claude                      | Discours du sang                               |                    | 1981                        |
| 1584     | Ribes, F. H.                      | Lecomte... Alerte aux gaz                      |                    | 1981                        |
| 1585     | Arnaud, G. J.                     | Fanatiquement votes                            |                    | 1981                        |
| 1586     | Rank, Claude                      | La Cote des squelettes                         |                    | 1981                        |
| 1587     | Dastier, Dan                      | Warden-party                                   |                    | 1981                        |
| 1588     | Avril, Marc                       | Avril et le Nouvel Ordre des assassins         |                    | 1981                        |
| 1589     | Jacquemard, Serge                 | Pasionaria et C.I.A.                           |                    | 1981                        |
| 1590     | Caroff, André                     | Vous devez garder le secret                    |                    | 1981                        |
| 1591     | Dastier, Dan                      | Warden et la "Ligne morte"                     |                    | 1981                        |
| 1592     | Revest, Marc                      | Une taupe pour Monsieur Kern                   |                    | 1981                        |
| 1593     | Chabrey, François                 | Matt et l'Avion fantôme                        |                    | 1981                        |
| 1594     | Rank, Claude                      | Exécution Squad                                |                    | 1981                        |
| 1595     | Arnaud, G. J.                     | Contrat-provocation                            |                    | 1981                        |
| 1596     | Conty, Jean-Pierre                | Mission illimitée                              |                    | 1981                        |
| 1597     | Germont, Michel                   | Les Œillets de Varsovie                        |                    | 1981                        |
| 1598     | Revest, Marc                      | Kernésithérapie                                |                    | 1981                        |
| 1599     | Chabrey, François                 | Matt se recycle                                |                    | 1981                        |
| 1600     | Rank, Claude                      | Le Faucon arabe                                |                    | 1981                        |
| 1601     | Germont, Michel                   | Les Violons de Budapest                        |                    | 1981                        |
| 1602     | Joste, Claude                     | Les Minables                                   |                    | 1981                        |
| 1603     | Revest, Marc                      | Casse-Kern chinois                             |                    | 1981                        |
| 1604     | Arnaud, G. J.                     | Le Fric noir                                   |                    | 1981                        |
| 1605     | Rank, Claude                      | Feu, la loi martiale                           |                    | 1981                        |
| 1606     | Avril, Marc                       | Avril chasse l'aigle à deux têtes              |                    | 1981                        |
| 1607     | Revest, Marc                      | Les Vacances de Monsieur Kern                  |                    | 1981                        |
| 1608     | Caroff, André                     | Hier un espion est mort assassiné              |                    | 1981                        |
| 1609     | Ribes, F. H.                      | Lecomte... Massacre à Séville                  |                    | 1981                        |
| 1610     | Rank, Claude                      | Darwin-des-Cyclones                            |                    | 1981                        |
| 1611     | Avril, Marc                       | Avril et la Petite Fille modèle                |                    | 1981                        |
| 1612     | Saint-Moore, Adam                 | L'Amorale de Face d'Ange                       |                    | 1981                        |
| 1613     | Chabrey, François                 | T'as l'bonjour de Matt                         |                    | 1981                        |
| 1614     | Dastier, Dan                      | Le Rendez-vous d'Acapulco                      |                    | 1981                        |
| 1615     | Rank, Claude                      | Les Rescapés                                   |                    | 1981                        |
| 1616     | Joste, Claude                     | Manipulations                                  |                    | 1981                        |
| 1617     | Ribes, F. H.                      | Lecomte... Las Vegas, zone rouge               |                    | 1981                        |
| 1618     | Revest, Marc                      | Kern et le Transfuge insolite                  |                    | 1981                        |
| 1619     | Jacquemard, Serge                 | Le 54° otage                                   |                    | 1981                        |
| 1620     | Caroff, André                     | Citoyens, dormez en paix, tout est tranquille  |                    | 1981                        |
| 1621     | Rank, Claude                      | Opération Croc-d'Acier                         |                    | 1981                        |
| 1622     | Joste, Claude                     | Le Droit de penser                             |                    | 1981                        |
| 1623     | Conty, Jean-Pierre                | Secret d'État                                  |                    | 1981                        |
| 1624     | Jacquemard, Serge                 | La Gosse à l'écharpe rouge                     |                    | 1981                        |
| 1625     | Chabrey, François                 | Matt et les Ordinateurs                        |                    | 1981                        |
| 1626     | Arnaud, G. J.                     | Dossiers brûlants                              |                    | 1981                        |
| 1627     | Nemours, Pierre                   | Labo spatial : S.O.S. ! Général                |                    | 1982                        |
| 1628     | Rank, Claude                      | Quatre packs dans les nuages                   |                    | 1982                        |
| 1629     | Stuntman, J.                      | Sabotage à Cap-Kennedy                         |                    | 1982                        |
| 1630     | Avril, Marc                       | Avril en trompe-l'oeil                         |                    | 1982                        |
| 1631     | Evans, Frank                      | Ombres chinoises                               |                    | 1982                        |
| 1632     | Conty, Jean-Pierre                | Les Requins dormeurs                           |                    | 1982                        |
| 1633     | Caroff, André                     | Opération Homo                                 |                    | 1982                        |
| 1634     | Rank, Claude                      | Java pour deux tsarines                        |                    | 1982                        |
| 1635     | Chabrey, François                 | Matt est verni                                 |                    | 1982                        |
| 1636     | Revest, Marc                      | Le Boy-scout et la Call-girl                   |                    | 1982                        |
| 1637     | Joste, Claude                     | Hidalgo, whisky et... les autres               |                    | 1982                        |
| 1638     | Arnaud, G. J.                     | Les Veuves de Berlin                           |                    | 1982                        |
| 1639     | Caroff, André                     | Vous aurez un passeport pour Caracas           |                    | 1982                        |
| 1640     | Rank, Claude                      | Le Comité de défonce                           |                    | 1982                        |
| 1641     | Revest, Marc                      | Made in Kern                                   |                    | 1982                        |
| 1642     | Avril, Marc                       | Le Phantasme d'Avril                           |                    | 1982                        |
| 1643     | Chabrey, François                 | Matt aux Caraïbes                              |                    | 1982                        |
| 1644     | Saint-Moore, Adam                 | Face d'Ange entre dans le cirque               |                    | 1982                        |
| 1645     | Nemours, Pierre                   | Le Général sur la route de l'uranium           |                    | 1982                        |
| 1646     | Rank, Claude                      | Les Chiens de guerre                           |                    | 1982                        |
| 1647     | Ribes, F. H.                      | Un piège en or pour K.B. 09                    |                    | 1982                        |
| 1648     | Revest, Marc                      | Le Général Kern                                |                    | 1982                        |
| 1649     | Joste, Claude                     | Overdose                                       |                    | 1982                        |
| 1650     | Germont, Michel                   | Bal masqué à Belgrade                          |                    | 1982                        |
| 1651     | Rank, Claude                      | La Partie de Papous                            |                    | 1982                        |
| 1652     | Rank, Claude                      | Wolf connection                                |                    | 1982                        |
| 1653     | Revest, Marc                      | Kern au radar                                  |                    | 1982                        |
| 1654     | Conty, Jean-Pierre                | La Main cachée                                 |                    | 1982                        |
| 1655     | Nemours, Pierre                   | Le Général et les Pirates du Pacifique         |                    | 1982                        |
| 1656     | Chabrey, François                 | Matt au Brésil                                 |                    | 1982                        |
| 1657     | Avril, Marc                       | Pour dames seules                              |                    | 1982                        |
| 1658     | Caroff, André                     | La Loi des dominos                             |                    | 1982                        |
| 1659     | Arnaud, G. J.                     | Syndrome toxique                               |                    | 1982                        |
| 1660     | Saint-Moore, Adam                 | Face d'Ange et la "Fraktion"                   |                    | 1982                        |
| 1661     | Nemours, Pierre                   | Les Prisonniers de Quaïtbaï                    |                    | 1982                        |
| 1662     | Joste, Claude                     | Consuls à vendre                               |                    | 1982                        |
| 1663     | Rank, Claude                      | Bleu, blanc, sang                              |                    | 1982                        |
| 1664     | Revest, Marc                      | Le Fauve amoureux                              |                    | 1982                        |
| 1665     | Jacquemard, Serge                 | Sur les traces d'Eva                           |                    | 1982                        |
| 1666     | Dastier, Dan                      | Warden chasse la taupe                         |                    | 1982                        |
| 1667     | Jacquemard, Serge                 | Vous mourrez par millions                      |                    | 1982                        |
| 1668     | Ribes, F. H.                      | Les Nuits rouges de Lecomte                    |                    | 1982                        |
| 1669     | Stuntman, J.                      | Projet Apocalypse                              |                    | 1982                        |
| 1670     | Rank, Claude                      | La Haute Tombe                                 |                    | 1982                        |
| 1671     | Gesel, Erich                      | L'Oiseau-tonnerre                              |                    | 1982                        |
| 1672     | Avril, Marc                       | La Langue trop longue                          |                    | 1982                        |
| 1673     | Jacquemard, Serge                 | Connaissez-vous Konievgrad ?                   |                    | 1982                        |
| 1674     | Germont, Michel                   | Les Roses de Bucarest                          |                    | 1982                        |
| 1675     | Joste, Claude                     | C'est pas dans la poche                        |                    | 1982                        |
| 1676     | Rank, Claude                      | Chasse à la Cosaque                            |                    | 1982                        |
| 1677     | Ribes, F. H.                      | Terreur blanche pour Lecomte                   |                    | 1982                        |
| 1678     | Revest, Marc                      | Bip, bip... Kern                               |                    | 1982                        |
| 1679     | Evans, Frank                      | Taupes rouges                                  |                    | 1982                        |
| 1680     | Caroff, André                     | Préparez-vous à mourir brutalement             |                    | 1982                        |
| 1681     | Rank, Claude                      | Diable, crêve !                                |                    | 1982                        |
| 1682     | Chabrey, François                 | Alors... Matt ?                                |                    | 1982                        |
| 1683     | Gesel, Erich                      | L'Ill sauvage                                  |                    | 1982                        |
| 1684     | Rank, Claude                      | La Sixième colonne                             |                    | 1982                        |
| 1685     | Conty, Jean-Pierre                | Dossier explosif                               |                    | 1982                        |
| 1686     | Joste, Claude                     | Chèques en... deuil                            |                    | 1982                        |
| 1687     | Mazarin, Jean                     | Élections-choc                                 |                    | 1982                        |
| 1688     | Germont, Michel                   | Le Prince rouge                                |                    | 1982                        |
| 1689     | Stuntman, J.                      | Les Masques de la terreur                      |                    | 1982                        |
| 1690     | Gesel, Erich                      | La Trahison de Reichhoffen                     |                    | 1982                        |
| 1691     | Rank, Claude                      | Blitz'Kommando                                 |                    | 1983                        |
| 1692     | Chabrey, François                 | Matt... adore                                  |                    | 1983                        |
| 1693     | Joste, Claude                     | Les Jeux du Cirque                             |                    | 1983                        |
| 1694     | Arnaud, G. J.                     | Les Rescapés du Salvador                       |                    | 1983                        |
| 1695     | Jacquemard, Serge                 | Frappe chirurgicale                            |                    | 1983                        |
| 1696     | Rank, Claude                      | La Vieille Forteresse                          |                    | 1983                        |
| 1697     | Chabrey, François                 | Un but pour Matt                               |                    | 1983                        |
| 1698     | Avril, Marc                       | Le "Moi" d'Avril                               |                    | 1983                        |
| 1699     | Revest, Marc                      | Le Révérend Père Kern                          |                    | 1983                        |
| 1700     | Conty, Jean-Pierre                | Un espion au-dessus de tout soupçon            |                    | 1983                        |
| 1701     | Ribes, F. H.                      | Fais gaffe, Lecomte... New York va sauter      |                    | 1983                        |
| 1702     | Chabrey, François                 | Matt en prime                                  |                    | 1983                        |
| 1703     | Caroff, André                     | La Politique du crabe                          |                    | 1983                        |
| 1704     | Gesel, Erich                      | Les Bouches du Rhin                            |                    | 1983                        |
| 1705     | Rank, Claude                      | Le "Gunman"                                    |                    | 1983                        |
| 1706     | Revest, Marc                      | Kern au tango                                  |                    | 1983                        |
| 1707     | Avril, Marc                       | Les Nouvelles Étrennes d'Avril                 |                    | 1983                        |
| 1708     | Jacquemard, Serge                 | Celle qui n'y croyait pas                      |                    | 1983                        |
| 1709     | Joste, Claude                     | D'une pierre deux coups                        |                    | 1983                        |
| 1710     | Stuntman, J.                      | Furie à Paris                                  |                    | 1983                        |
| 1711     | Arnaud, G. J.                     | Le Milliard des émigrés                        |                    | 1983                        |
| 1712     | Honaker, Michel                   | La Chair à espion                              |                    | 1983                        |
| 1713     | Caroff, André                     | Mettez toutes les chances de votre côté        |                    | 1983                        |
| 1714     | Chabrey, François                 | Smash pour Matt                                |                    | 1983                        |
| 1715     | Gesel, Erich                      | Cavale pour deux Ivans                         |                    | 1983                        |
| 1716     | Rank, Claude                      | La Matraque                                    |                    | 1983                        |
| 1717     | Ribes, F. H.                      | Complot nazi à Buenos Aires                    |                    | 1983                        |
| 1718     | Caroff, André                     | La Roue de l'écureuil                          |                    | 1983                        |
| 1719     | Gesel, Erich                      | Les Nouvelles Wilaya                           |                    | 1983                        |
| 1720     | Rank, Claude                      | Route de la guerre civile                      |                    | 1983                        |
| 1721     | Avril, Marc                       | Avril au pays des merveilles                   |                    | 1983                        |
| 1722     | Revest, Marc                      | Kern et Consorts                               |                    | 1983                        |
| 1723     | Germont, Michel                   | Le Témoin de Kaboul                            |                    | 1983                        |
| 1724     | Gesel, Erich                      | La Malle du Reich                              |                    | 1983                        |
| 1725     | Rank, Claude                      | Le Testament du chacal                         |                    | 1983                        |
| 1726     | Jacquemard, Serge                 | Quand tu seras à la Maison-Blanche             |                    | 1983                        |
| 1727     | Joste, Claude                     | Adorable Muriel                                |                    | 1983                        |
| 1728     | Avril, Marc                       | Une blonde à retardement                       |                    | 1983                        |
| 1729     | Conty, Jean-Pierre                | Monsieur Suzuki revient en force               |                    | 1983                        |
| 1730     | Gesel, Erich                      | Femelles mécaniques                            |                    | 1983                        |
| 1731     | Rank, Claude                      | Le Monstre                                     |                    | 1983                        |
| 1732     | Avril, Marc                       | Des orchidées pour Marc Avril                  |                    | 1983                        |
| 1733     | Revest, Marc                      | Bolivia-Kern                                   |                    | 1983                        |
| 1734     | Joste, Claude                     | Les Foudres de Dieu                            |                    | 1983                        |
| 1735     | Caroff, André                     | Vous finirez comme Chung Hsin Chau             |                    | 1983                        |
| 1736     | Rank, Claude                      | La Cage aux porcs                              |                    | 1983                        |
| 1737     | Rank, Claude                      | F.M. pour les Cordillères                      |                    | 1983                        |
| 1738     | Gesel, Erich                      | Les Délices de Kaputt                          |                    | 1983                        |
| 1739     | Conty, Jean-Pierre                | L'Espion fou                                   |                    | 1983                        |
| 1740     | Jacquemard, Serge                 | À cause d'une embuscade                        |                    | 1983                        |
| 1741     | Ribes, F. H.                      | Quand Lecomte se rebiffe !                     |                    | 1983                        |
| 1742     | Chabrey, François                 | Pétro-Dollars pour Matt                        |                    | 1983                        |
| 1743     | Picard, Gilbert                   | Les Mirages du désert                          |                    | 1983                        |
| 1744     | Rank, Claude                      | Destruction d'une armée                        |                    | 1983                        |
| 1745     | Evans, Frank                      | Le Piège Écarlate                              |                    | 1983                        |
| 1746     | Arnaud, G. J.                     | La Dîme du diable                              |                    | 1983                        |
| 1747     | Chabrey, François                 | Un bulgare pour Matt                           |                    | 1983                        |
| 1748     | Jacquemard, Serge                 | Les bourreaux ne pleurent jamais               |                    | 1984                        |
| 1749     | Prètre, M. G.                     | Golden Bridge 609                              |                    | 1984                        |
| 1750     | Picard, Gilbert                   | Les Gazelles du Tchad                          |                    | 1984                        |
| 1751     | Rank, Claude                      | Coup bas : Cuba !                              |                    | 1984                        |
| 1752     | Chabrey, François                 | Matt et les Cahiers d'Hitler                   |                    | 1984                        |
| 1753     | Avril, Marc                       | Avril et le Pigeon blanc                       |                    | 1984                        |
| 1754     | Revest, Marc                      | Kern et les Briseurs de codes                  |                    | 1984                        |
| 1755     | Saint-Moore, Adam                 | Face d'Ange et l'Opération "Homo"              |                    | 1984                        |
| 1756     | Rank, Claude                      | Rose rouge de Tasmanie                         |                    | 1984                        |
| 1757     | Chabrey, François                 | Cosmos 1402 pour Matt                          |                    | 1984                        |
| 1758     | Avril, Marc                       | Avril aux puces                                |                    | 1984                        |
| 1759     | Ribes, F. H.                      | Lecomte... Commandos sur commande              |                    | 1984                        |
| 1760     | Conty, Jean-Pierre                | La Boîte de Pandora                            |                    | 1984                        |
| 1761     | Revest, Marc                      | Kern et Karl                                   |                    | 1984                        |
| 1762     | Avril, Marc                       | Avril en vrille                                |                    | 1984                        |
| 1763     | Joste, Claude                     | Flagrant Delhi                                 |                    | 1984                        |
| 1764     | Ribes, F. H.                      | Lecomte... Cerveaux sous contrôle              |                    | 1984                        |
| 1765     | Gesel, Erich                      | 7 Mégamorts                                    |                    | 1984                        |
| 1766     | Rank, Claude                      | Les Walkyries du Front d'Euphrate              |                    | 1984                        |
| 1767     | Chabrey, François                 | Des souris pour Matt                           |                    | 1984                        |
| 1768     | Honaker, Michel                   | La Ballade du Vovoïde                          |                    | 1984                        |
| 1769     | Touchet, Richard                  | Les Pantins                                    |                    | 1984                        |
| 1770     | Revest, Marc                      | Écolo-Kern                                     |                    | 1984                        |
| 1771     | Rank, Claude                      | L'An prochain à Managua                        |                    | 1984                        |
| 1772     | Ribes, F. H.                      | Lecomte... et les Petits Cadeaux               |                    | 1984                        |
| 1773     | Touchet, Richard                  | En souvenir des Malouines                      |                    | 1984                        |
| 1774     | Arnaud, G. J.                     | Toubib Connection                              |                    | 1984                        |
| 1775     | Jacquemard, Serge                 | La trahison bat le tambour                     |                    | 1984                        |
| 1776     | Picard, Gilbert                   | Le Dissident de Cuba                           |                    | 1984                        |
| 1777     | Prètre, M. G.                     | Corum pour un défunt                           |                    | 1984                        |
| 1778     | Conty, Jean-Pierre                | Les Anges aux mains rouges                     |                    | 1984                        |
| 1779     | Caroff, André                     | Le Complexe du lapin                           |                    | 1984                        |
| 1780     | Chabrey, François                 | Matt et le Boeing coréen                       |                    | 1984                        |
| 1781     | Rank, Claude                      | Mayotte à la casse                             |                    | 1984                        |
| 1782     | Caroff, André                     | Ces chiens qui hurlent la nuit                 |                    | 1984                        |
| 1783     | Conty, Jean-Pierre                | La Grande Araignée                             |                    | 1984                        |
| 1784     | Avril, Marc                       | Madame Avril                                   |                    | 1984                        |
| 1785     | Rank, Claude                      | L'Année du Rat                                 |                    | 1984                        |
| 1786     | Gesel, Erich                      | Marylin Kennedy                                |                    | 1984                        |
| 1787     | Revest, Marc                      | La Longue Nuit de Kern                         |                    | 1984                        |
| 1788     | Joste, Claude                     | Les Chinois de l'aube                          |                    | 1984                        |
| 1789     | Arnaud, G. J.                     | Le Cancrelat de Miami                          |                    | 1984                        |
| 1790     | Rank, Claude                      | Les Kollabos                                   |                    | 1984                        |
| 1791     | Avril, Marc                       | Oh ! La belle rouge !                          |                    | 1984                        |
| 1792     | Touchet, Richard                  | Micmac à Machu Picchu                          |                    | 1984                        |
| 1793     | Caroff, André                     | Nous allons limiter votre espérance de vie     |                    | 1984                        |
| 1794     | Picard, Gilbert                   | Les Commandos d'Allah                          |                    | 1985                        |
| 1795     | Chabrey, François                 | Matt et la Puissance laser                     |                    | 1985                        |
| 1796     | Honaker, Michel                   | El Borracho                                    |                    | 1985                        |
| 1797     | Ribes, F. H.                      | Lecomte... et les Sommeils de la mort          |                    | 1985                        |
| 1798     | Germont, Michel                   | La Grande Intoxe                               |                    | 1985                        |
| 1799     | Evans, Frank                      | Le Ball-trap du diable                         |                    | 1985                        |
| 1800     | Rank, Claude                      | Notre rousse à Montevideo                      |                    | 1985                        |
| 1801     | Gesel, Erich                      | Stop and Go !                                  |                    | 1985                        |
| 1802     | Touchet, Richard                  | Poker-menteur                                  |                    | 1985                        |
| 1803     | Caroff, André                     | Forcing                                        |                    | 1985                        |
| 1804     | Saint-Moore, Adam                 | Face d'Ange et l'Opération "Sosie"             |                    | 1985                        |
| 1805     | Rank, Claude                      | Le Collier de l'apocalypse                     |                    | 1985                        |
| 1806     | Gesel, Erich                      | Objectif : Tour blindée                        |                    | 1985                        |
| 1807     | Avril, Marc                       | Avril sur le "Toit du monde"                   |                    | 1985                        |
| 1808     | Chabrey, François                 | Matt face à la parano                          |                    | 1985                        |
| 1809     | Prètre, M. G.                     | Le Défi suisse                                 |                    | 1985                        |
| 1810     | Rank, Claude                      | L'Allemande de la Volga                        |                    | 1985                        |
| 1811     | Gesel, Erich                      | Mig-23 à l'incinérateur                        |                    | 1985                        |
| 1812     | Revest, Marc                      | Kern, le Nain et le Président                  |                    | 1985                        |
| 1813     | Avril, Marc                       | Avril à l'abordage                             |                    | 1985                        |
| 1814     | Touchet, Richard                  | Comme un parfum de trahison                    |                    | 1985                        |
| 1815     | Conty, Jean-Pierre                | Ceci n'est pas un exercice                     |                    | 1985                        |
| 1816     | Jacquemard, Serge                 | Krach-craque                                   |                    | 1985                        |
| 1817     | Revest, Marc                      | Kern et la Guerre des étoiles                  |                    | 1985                        |
| 1818     | Arnaud, G. J.                     | Amères Frontières                              |                    | 1985                        |
| 1819     | Caroff, André                     | Terroristes                                    |                    | 1985                        |
| 1820     | Joste, Claude                     | Perdu, c'est gagné !                           |                    | 1985                        |
| 1821     | Gesel, Erich                      | Feu l'Exocet                                   |                    | 1985                        |
| 1822     | Avril, Marc                       | Avril roule pour vous                          |                    | 1985                        |
| 1823     | Caroff, André                     | Raptus                                         |                    | 1985                        |
| 1824     | Rank, Claude                      | Auto-Mag .44 Special                           |                    | 1985                        |
| 1825     | Evans, Frank                      | Opération Troïka                               |                    | 1985                        |
| 1826     | Gesel, Erich                      | Sur les arrières du "Che"                      |                    | 1985                        |
| 1827     | Jacquemard, Serge                 | Se fanent-elles les roses rouges ?             |                    | 1985                        |
| 1828     | Honaker, Michel                   | Jeu dur                                        |                    | 1985                        |
| 1829     | Touchet, Richard                  | Ne tirez pas sur Baby-toc !                    |                    | 1985                        |
| 1830     | Rank, Claude                      | Feu rouge à Severomorsk                        |                    | 1985                        |
| 1831     | Gesel, Erich                      | L'Apparatchik                                  |                    | 1985                        |
| 1832     | Revest, Marc                      | Kern à la source                               |                    | 1985                        |
| 1833     | Rank, Claude                      | Caveau des maudits                             |                    | 1985                        |
| 1834     | Arnaud, G. J.                     | Potion tragique                                |                    | 1985                        |
| 1835     | Caroff, André                     | Cibles                                         |                    | 1985                        |
| 1836     | Gesel, Erich                      | Bluff'house                                    |                    | 1985                        |
| 1837     | Avril, Marc                       | Avril chez les dingues                         |                    | 1985                        |
| 1838     | Revest, Marc                      | Angéliquement vôtre                            |                    | 1985                        |
| 1839     | Joste, Claude                     | Le Pantin de Bangkok                           |                    | 1985                        |
| 1840     | Ribes, F. H.                      | Lecomte, la Toile et l'Araignée                |                    | 1985                        |
| 1841     | Rank, Claude                      | Grand Sud                                      |                    | 1985                        |
| 1842     | Avril, Marc                       | Zoé, Avril et la Fin du monde                  |                    | 1985                        |
| 1843     | Joste, Claude                     | Le Tango des barbouzes                         |                    | 1985                        |
| 1844     | Caroff, André                     | Rapaces                                        |                    | 1985                        |
| 1845     | Picard, Gilbert                   | La Guerre des bacilles                         |                    | 1985                        |
| 1846     | Gesel, Erich                      | Les Solitaires                                 |                    | 1985                        |
| 1847     | Jacquemard, Serge                 | Entends-tu le vol noir des Cubains ?           |                    | 1985                        |
| 1848     | Touchet, Richard                  | Pour le bien du service                        |                    | 1985                        |
| 1849     | Rank, Claude                      | La Ville Murée                                 |                    | 1986                        |
| 1850     | Honaker, Michel                   | Foutue Neige                                   |                    | 1986                        |
| 1851     | Evans, Frank                      | Shalom, Z.003 !                                |                    | 1986                        |
| 1852     | Arnaud, G. J.                     | Cerveaux empoisonnés                           |                    | 1986                        |
| 1853     | Gesel, Erich                      | La Chorée fantastique                          |                    | 1986                        |
| 1854     | Rank, Claude                      | Promotion Clash                                |                    | 1986                        |
| 1855     | Picard, Gilbert                   | O.K. Auckland                                  |                    | 1986                        |
| 1856     | Gesel, Erich                      | Avanti Savoïa                                  |                    | 1986                        |
| 1857     | Rank, Claude                      | Cadavres au garde-à-vous                       |                    | 1986                        |
| 1858     | Revest, Marc                      | Marche ou Kern                                 |                    | 1986                        |
| 1859     | Rank, Claude                      | Vie et mort d'un "Refusnik"                    |                    | 1986                        |
| 1860     | Gesel, Erich                      | Retraitement de choc                           |                    | 1986                        |
| 1861     | Avril, Marc                       | Avril et les Points sur les "i"                |                    | 1986                        |
| 1862     | Joste, Claude                     | La Bourlingue                                  |                    | 1986                        |
| 1863     | Evans, Frank                      | Z. 003 aux îles Sous-le-Vent                   |                    | 1986                        |
| 1864     | Touchet, Richard                  | Relance                                        |                    | 1986                        |
| 1865     | Rank, Claude                      | L'Autre No Man's Land                          |                    | 1986                        |
| 1866     | Revest, Marc                      | Colmatage pour Kern                            |                    | 1986                        |
| 1867     | Touchet, Richard                  | Le Pendu de la Dominique                       |                    | 1986                        |
| 1868     | Avril, Marc                       | Avril et l'Impératrice                         |                    | 1986                        |
| 1869     | Rank, Claude                      | Thriller politique                             |                    | 1986                        |
| 1870     | Picard, Gilbert                   | Les Taupes du ciel                             |                    | 1986                        |
| 1871     | Gesel, Erich                      | Le Grand Pillage                               |                    | 1986                        |
| 1872     | Rank, Claude                      | Porto-Bombes                                   |                    | 1986                        |
| 1873     | Jacquemard, Serge                 | Sans attendre le carnage                       |                    | 1986                        |
| 1874     | Avril, Marc                       | Avril au couvent                               |                    | 1986                        |
| 1875     | Gesel, Erich                      | Cuba, no !                                     |                    | 1986                        |
| 1876     | Joste, Claude                     | Opération Memphis                              |                    | 1986                        |
| 1877     | Rank, Claude                      | ...Qu'un sang impur...                         |                    | 1986                        |
| 1878     | Picard, Gilbert                   | Cap sur Bander Abbas                           |                    | 1986                        |
| 1879     | Revest, Marc                      | Kern à la rame                                 |                    | 1986                        |
| 1880     | Picard, Gilbert                   | Le Sous-marin maltais                          |                    | 1986                        |
| 1881     | Gesel, Erich                      | Opération Cauchemar                            |                    | 1986                        |
| 1882     | Rank, Claude                      | L'Assaut                                       |                    | 1986                        |
| 1883     | Touchet, Richard                  | Samba atomica                                  |                    | 1986                        |
| 1884     | Rank, Claude                      | Le Clan                                        |                    | 1986                        |
| 1885     | Joste, Claude                     | La Mort en boîte                               |                    | 1986                        |
| 1886     | Avril, Marc                       | Avril et "les Meilleurs Amis de la femme"      |                    | 1986                        |
| 1887     | Picard, Gilbert                   | Les Chemins de Damas                           |                    | 1987                        |
| 1888     | Joste, Claude                     | Le Stress du robot                             |                    | 1987                        |
| 1889     | Dharma, Samuel                    | Mickey meurtre                                 |                    | 1987                        |
| 1890     | Picard, Gilbert                   | Le Négus rouge                                 |                    | 1987                        |
| 1891     | Germont, Michel                   | Kill Ken !                                     |                    | 1987                        |
| 1892     | Avril, Marc                       | Les Kidnappeurs de cerveaux                    |                    | 1987                        |
| 1893     | Cairn, Jake                       | Les Torpedos d'Allah                           |                    | 1987                        |
| 1894     | Paris, Alain și Wagner, Roland C. | La Course du Springbok à travers le Veld       |                    | 1987                        |
| 1895     | Rank, Claude                      | Le Naufrage du Mocimboa                        |                    | 1987                        |
| 1896     | Germont, Michel                   | Heil !                                         |                    | 1987                        |
| 1897     | Evans, Frank                      | Brelan d'enfer pour Z.003                      |                    | 1987                        |
| 1898     | Gesel, Erich                      | Morts sans visa                                |                    | 1987                        |
| 1899     | Jacquemard, Serge                 | En souvenir d'un bordel S.S.                   |                    | 1987                        |
| 1900     | Dharma, Samuel                    | Traquenards pour un poète                      |                    | 1987                        |
| 1901     | Rank, Claude                      | Les Amours d'Ariane                            |                    | 1987                        |
| 1902     | Revest, Marc                      | Kern au plastic                                |                    | 1987                        |
| 1903     | Avril, Marc                       | Avril et la Pharaonne                          |                    | 1987                        |
| 1904     | Cairn, Jake                       | La Ronde des cobras                            |                    | 1987                        |